# Menton (Alpes-Maritimes)
Pour les articles homonymes, voir Menton.
Ne doit pas être confondu avec Menthon-Saint-Bernard.
Menton (/mɑ̃.tɔ̃/ en français ; Mentàn / Mentan [mẽn.ˈtãŋ] en mentonasque) est une commune française du département des Alpes-Maritimes située à la frontière franco-italienne, proche de la principauté de Monaco (7 km). C'est une station touristique balnéaire de la Côte d'Azur, connue notamment pour sa fête du citron.

## Géographie

Représentations cartographiques de la commune
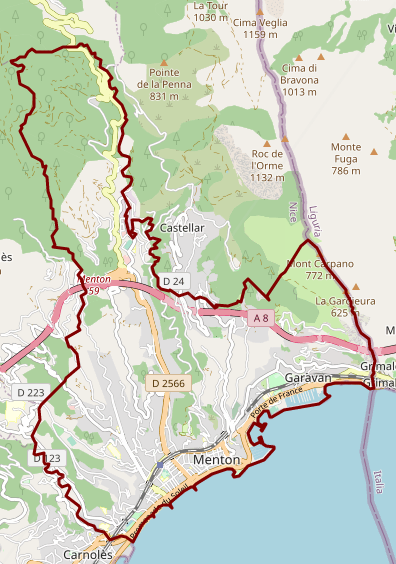
Carte OpenStreetMap.
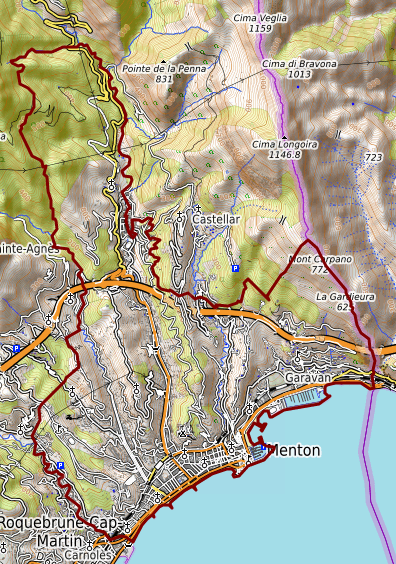
Carte topographique.

### Localisation

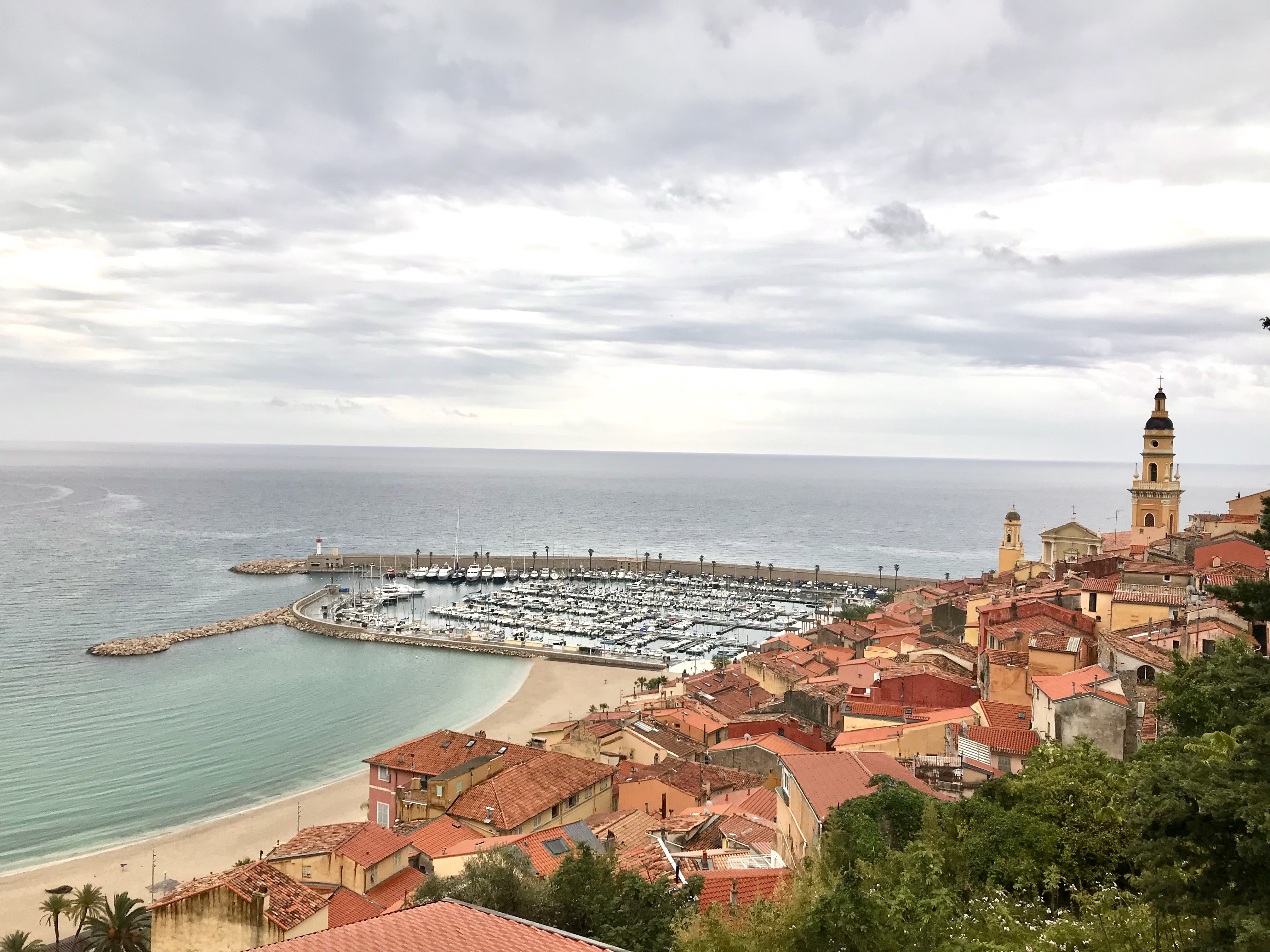
Port de Menton.

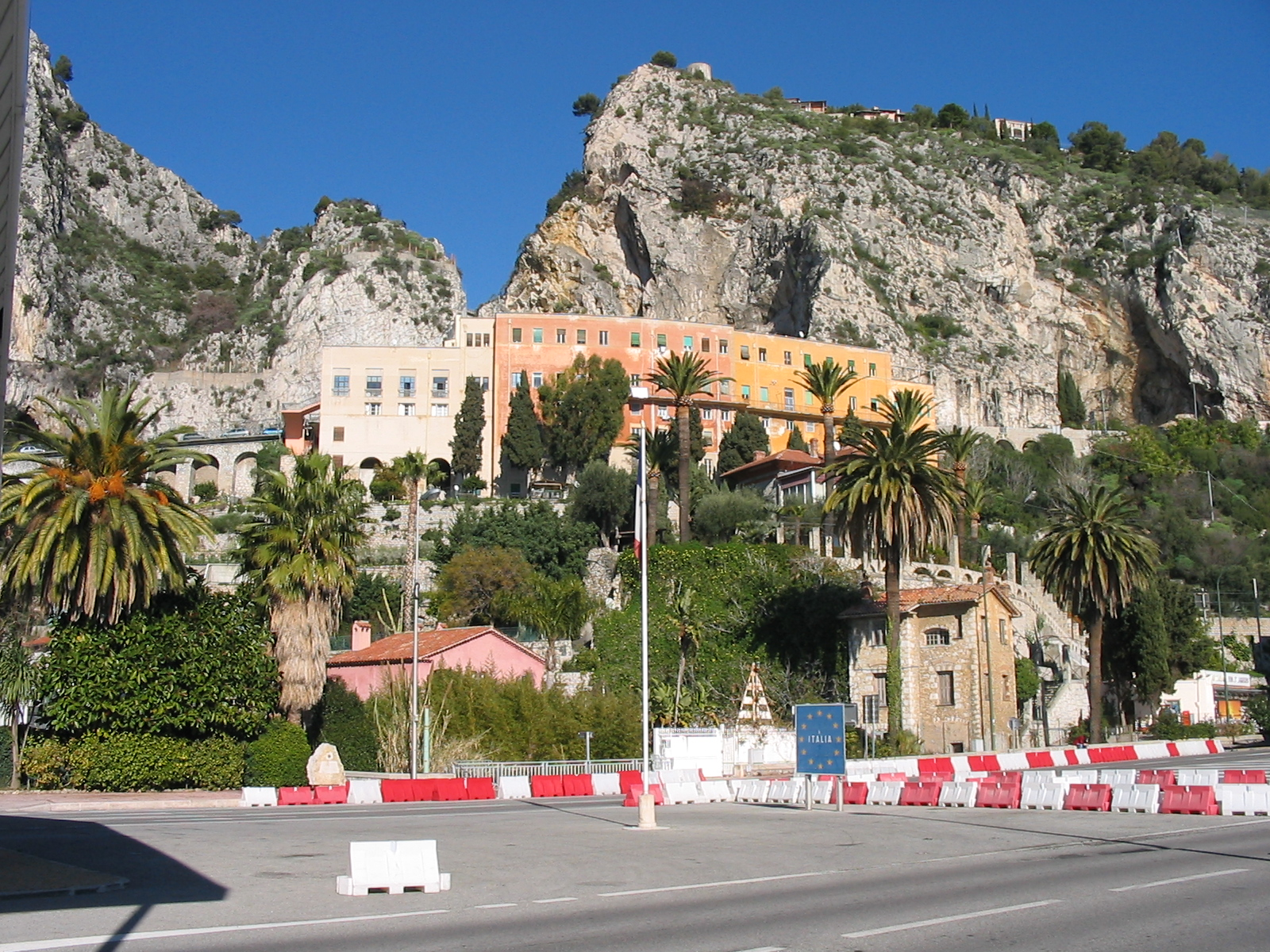
Ancien poste frontière du pont Saint-Ludovic (bord de mer).

Menton est située à la frontière franco-italienne (la ville frontière du côté italien est Vintimille) et elle est surnommée « Perle de la France » (cette appellation est due au géographe Élisée Reclus dans sa Géographie universelle).
La ville est ouverte sur la mer Méditerranée et possède un campanile.
Vintimille est à 11 km de Menton.
1 082 km séparent, à vol d'oiseau, Menton de la presqu'île Saint-Laurent en Bretagne dans le Finistère et c'est donc la plus grande distance possible à vol d'oiseau de France continentale (par la route, au plus rapide, 1 500 km sont à parcourir pour rejoindre cette presqu'île depuis la Porte de France).

### Communes limitrophes
Les communes limitrophes sont Castellar, Castillon, Gorbio, Roquebrune-Cap-Martin, Sainte-Agnès et Vintimille.
| Sainte-Agnès          | Castillon        | Castellar            |
| Gorbio                | Menton           | Vintimille ( Italie) |
| Roquebrune-Cap-Martin | Mer Méditerranée | Mer Méditerranée     |

### Relief
La Ville de Menton est cernée de plusieurs montagnes d'altitude moyenne, telles que :
- Le Mont-Agel qui culmine à 1 149 m d’altitude.
- Le Mont-Ours qui culmine à 1 249 m d’altitude.
- Le Roc d'Orméa qui culmine à 1 132 m d’altitude.

Toutes ces montagnes sont situées dans le massif des Préalpes de Nice.

### Géologie
Vallées
- Vallée du Borrigo,
- Vallée du Careï,
- Vallée du Gorbio,
- Vallée du Fossan,
- Vallée des Castagnins.
- Menton est aussi le départ vers les vallées de la Roya-Bévéra.

### Hydrographie et eaux souterraines
Menton est à l'embouchure de quatre petits fleuves côtiers :
- le Gorbio à l'ouest, qui est aussi à la limite avec Roquebrune-Cap-Martin ;
- le Borrigo[2] ;
- le Careï[3], qui a une zone d'activités en haut de sa vallée et a son embouchure sous le casino ;
- le Fossan, qui passe dans la vieille ville, et se jette près du nouvel espace Jean-Cocteau, et à l'ouest du Bastion.

La première amenée d'eau à Menton date de 1779.
Menton dispose d'une station d'épuration d'une capacité de 80 000 équivalent-habitants.

### Climat
Menton, située à l’extrême sud-est de la France, bénéficie d’un climat méditerranéen particulièrement doux, influencé par sa proximité avec la mer et la barrière naturelle des Alpes. Surnommée la "Perle de la France", elle profite d’hivers cléments avec des températures rarement en dessous de 10 °C, tandis que les étés restent agréables grâce à la brise marine, avec des moyennes autour de 25 °C. L’ensoleillement y est exceptionnel, dépassant souvent les 300 jours par an, et les précipitations sont modérées, principalement concentrées en automne et en hiver. Ce microclimat unique favorise une végétation luxuriante, notamment les célèbres citronniers qui font la renommée de la ville.

#### Températures et précipitations moyennes
|           | Minimum | Maximum | Précipitations (mm) |
| --------- | ------- | ------- | ------------------- |
| Janvier   | 8       | 13      | 80.3                |
| Février   | 8       | 14      | 70.7                |
| Mars      | 10      | 16      | 66.8                |
| Avril     | 13      | 19      | 72.0                |
| Mai       | 17      | 23      | 52.3                |
| Juin      | 20      | 26      | 35.8                |
| Juillet   | 22      | 28      | 13.1                |
| Août      | 22      | 28      | 28.3                |
| Septembre | 18      | 25      | 68.9                |
| Octobre   | 15      | 21      | 106.5               |
| Novembre  | 12      | 18      | 109.6               |
| Décembre  | 8       | 14      | 84.7                |
| Annuel    | 13.4    | 19.4    | 789.0               |

## Urbanisme

### Typologie
Au 1er janvier 2024, Menton est catégorisée centre urbain intermédiaire, selon la nouvelle grille communale de densité à 7 niveaux définie par l'Insee en 2022.
Elle appartient à l'unité urbaine de Menton-Monaco (partie française), une agglomération internationale dont elle est ville-centre,. Par ailleurs la commune fait partie de l'aire d'attraction de Monaco - Menton (partie française), dont elle est une commune de la couronne,. Cette aire, qui regroupe 12 communes, est catégorisée dans les aires de 50 000 à moins de 200 000 habitants,.
La commune, bordée par la mer Méditerranée, est également une commune littorale au sens de la loi du 3 janvier 1986, dite loi littoral. Des dispositions spécifiques d’urbanisme s’y appliquent dès lors afin de préserver les espaces naturels, les sites, les paysages et l’équilibre écologique du littoral, tel le principe d'inconstructibilité, en dehors des espaces urbanisés, sur la bande littorale des 100 mètres, ou plus si le plan local d’urbanisme le prévoit.

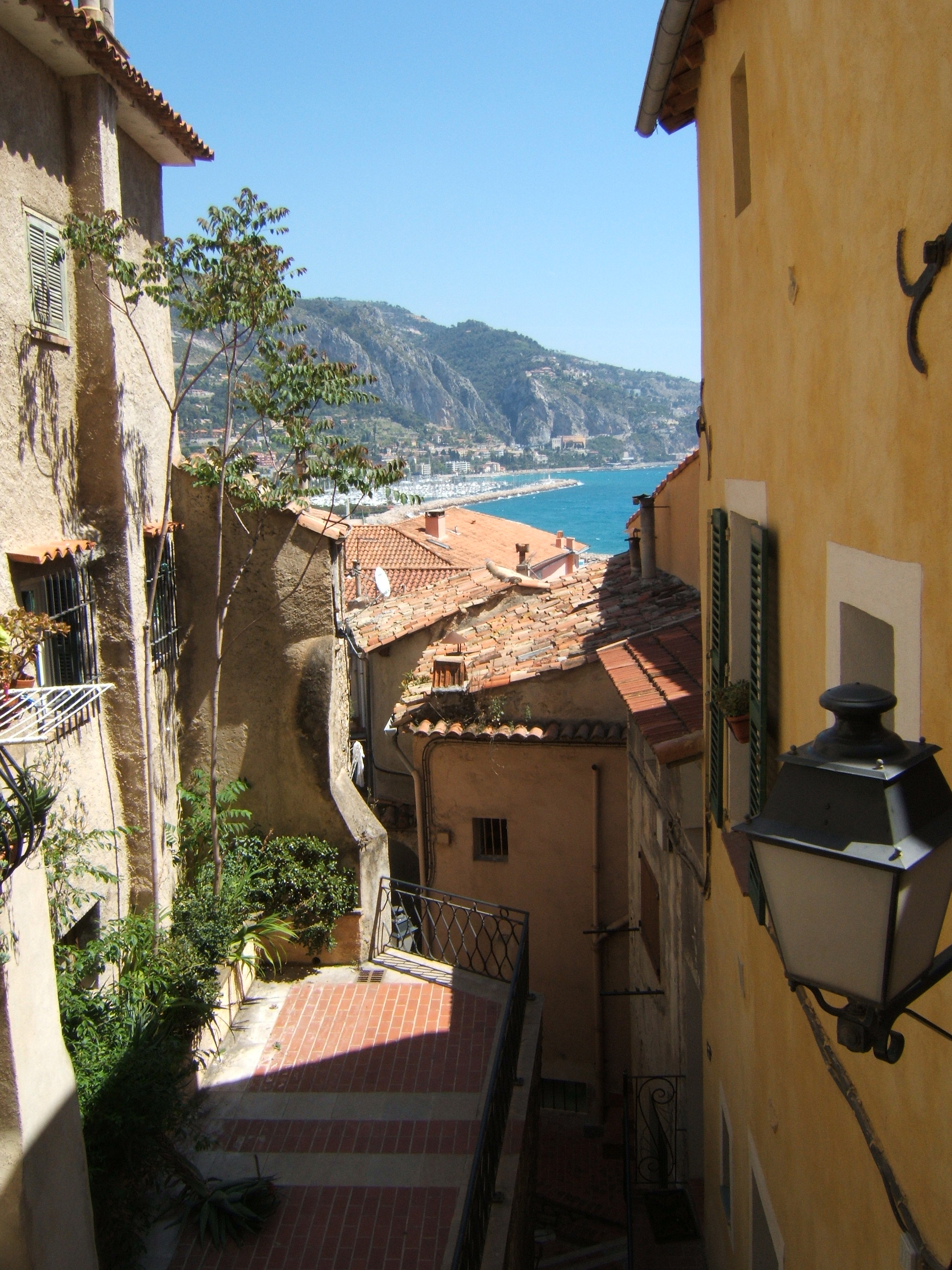
Ruelle pittoresque du Vieux Menton[8].
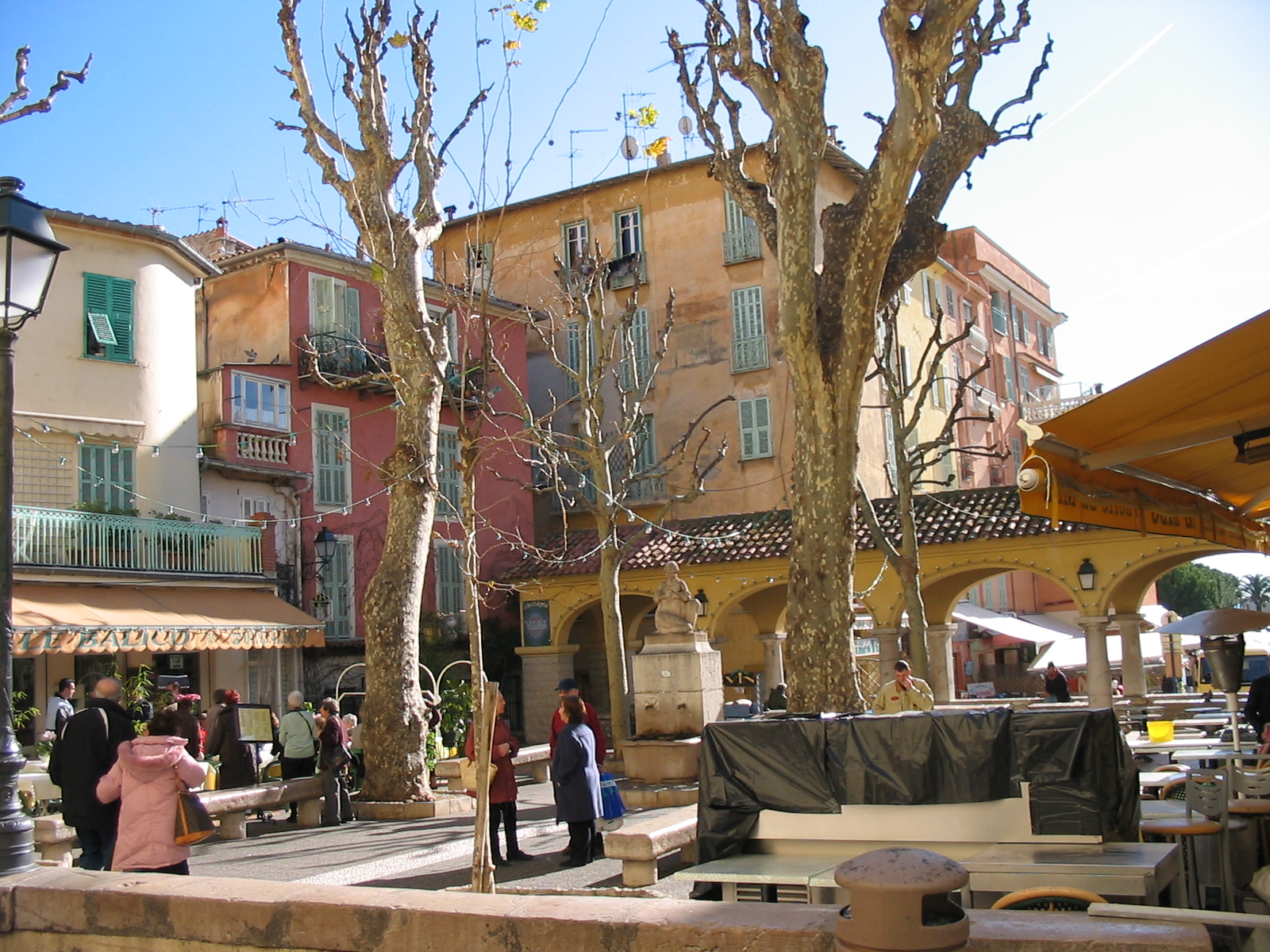
Le centre, la place aux herbes.
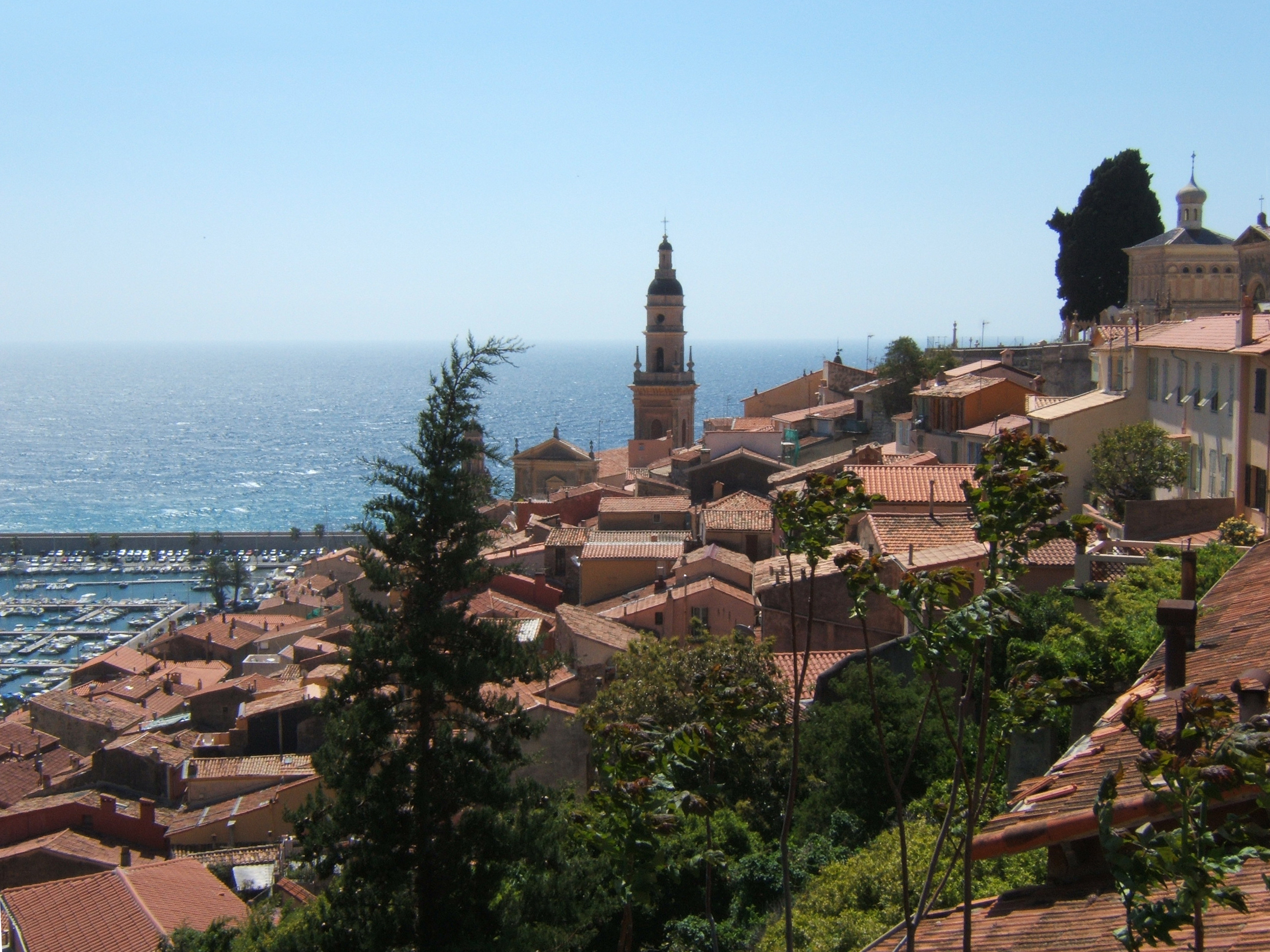
Le vieux Menton et son enchevêtrement de toitures en tuiles rondes vus depuis le début du boulevard de Garavan.
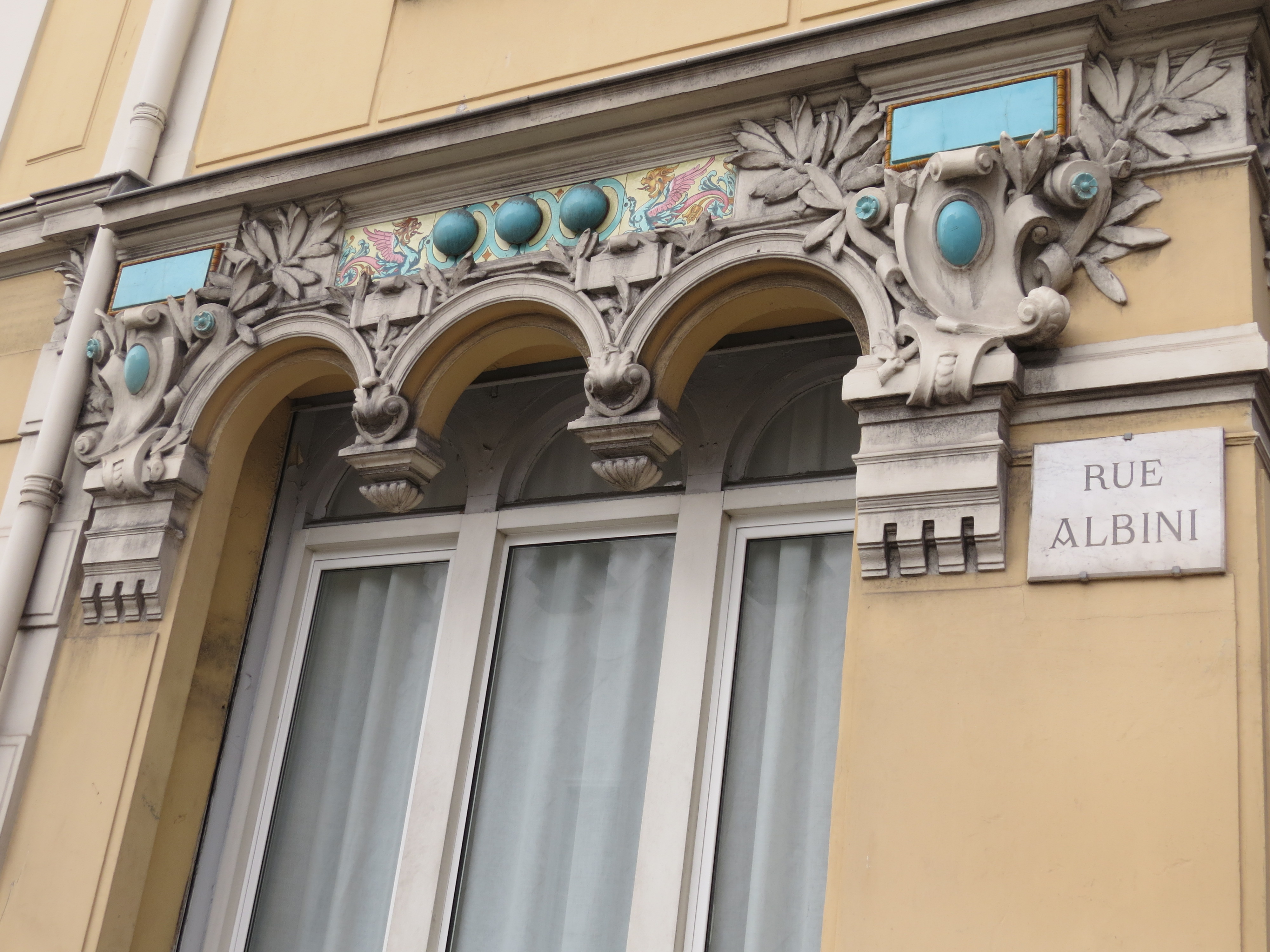
Menton, fenêtre décorée.
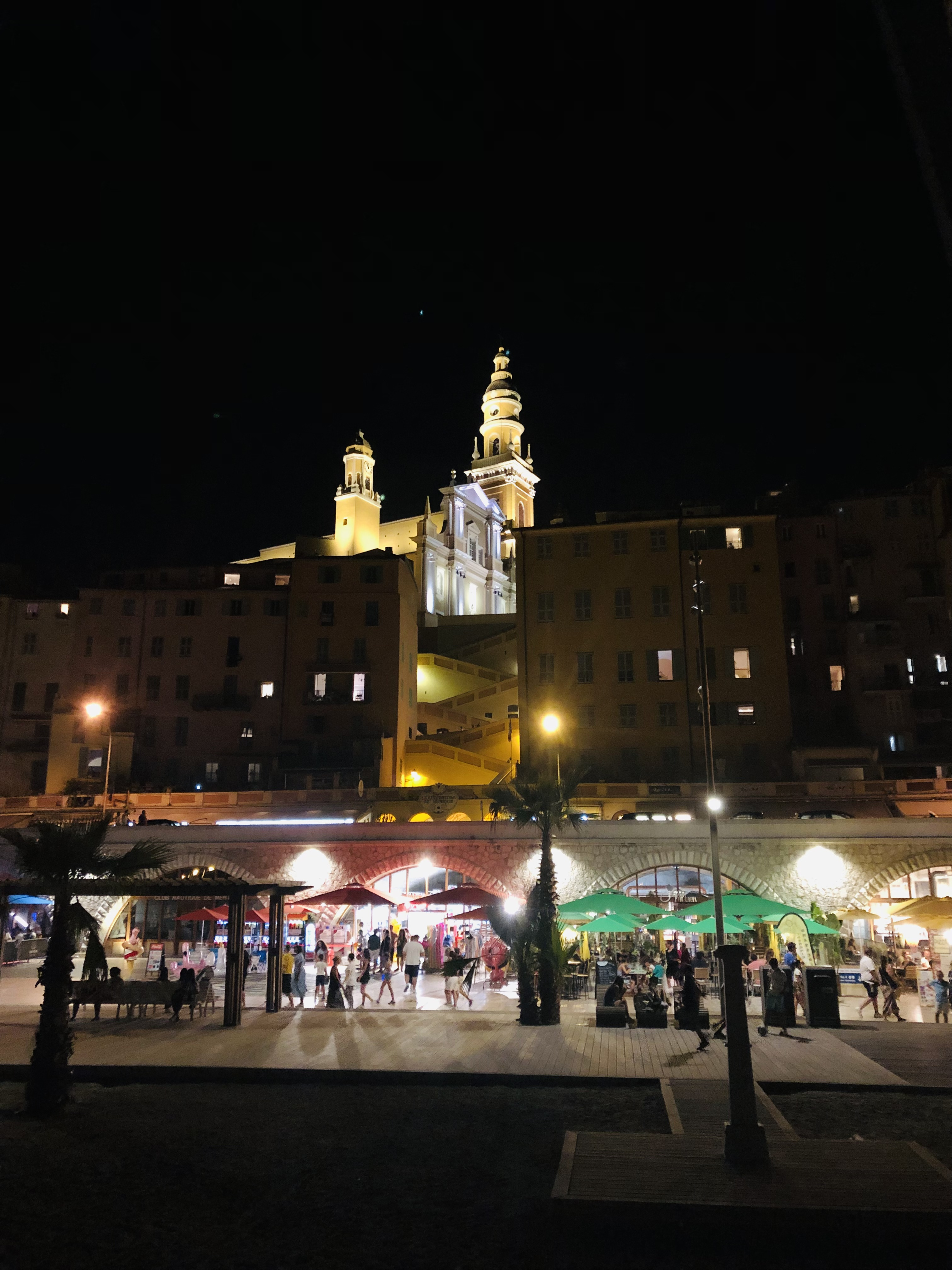
Basilique Saint-Michel, maison de la vieille ville et promenade des Sablettes.

La ville dispose d'un plan local d'urbanisme et d'un plan de sauvegarde et de mise en valeur (PSMV) adopté en 2003 et dont les deux révisions ont été annulées par le Tribunal administratif de Nice en 2014 et 2018, ce qui est un cas unique en France. La première révision a été annulée pour avoir modifié le document graphique du PSMV après l'enquête publique, par création d'un emprise constructible pour l’amphithéâtre de "Sciences-Po" à Saint Julien. La deuxième révision a été annulée, pour ne pas avoir été précédée d'une Évaluation environnementale, cette formalité ayant été déclarée inutile par le Préfet également en charge de l'approbation du PSMV au nom de l'État. La deuxième révision ayant été rendue nécessaire pour le dépôt du permis de construire du parking souterrain des Sablettes confronté à l'annulation de la première révision. Le permis de construire ce parking creusé au niveau de la mer dans la bande inconstructible des 100 mètres du rivage (Loi Littoral) a été accordé sur la base d'un document d'urbanisme qui a été annulé ultérieurement, et donc censé ne jamais avoir existé.
Le schéma de cohérence territoriale (SCOT) de la communauté d'agglomération de la Riviera française en cours d’élaboration.

### Occupation des sols

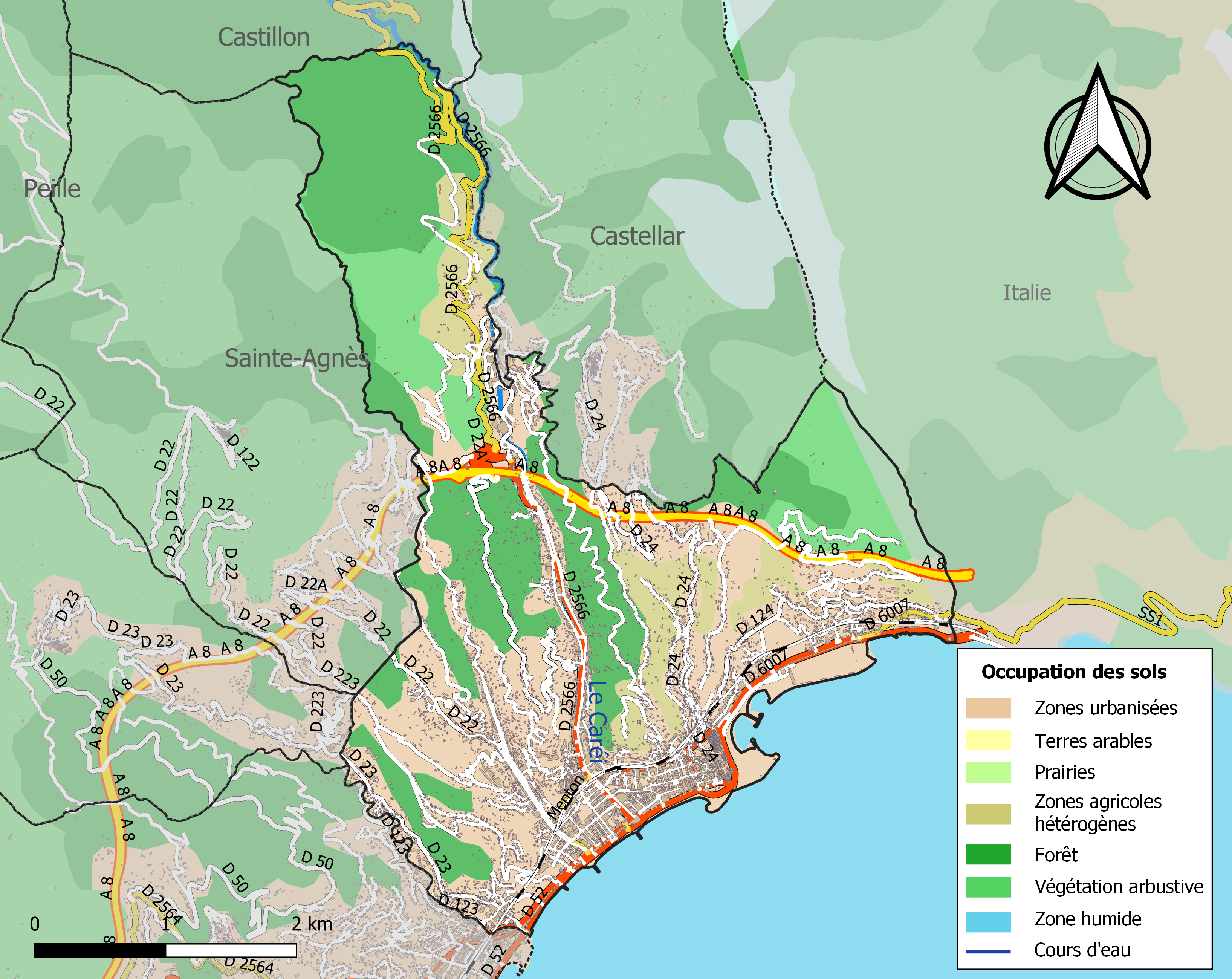
Carte de l'occupation des sols de la commune en 2018 (CLC).

L'occupation des sols de la commune, telle qu'elle ressort de la base de données européenne d’occupation biophysique des sols Corine Land Cover (CLC), est marquée par l'importance des territoires artificialisés (46,3 % en 2018), en augmentation par rapport à 1990 (26,2 %). La répartition détaillée en 2018 est la suivante : zones urbanisées (44,9 %), forêts (31,3 %), milieux à végétation arbustive et/ou herbacée (11,5 %), zones agricoles hétérogènes (10,4 %), zones industrielles ou commerciales et réseaux de communication (1,4 %), eaux maritimes (0,5 %).
L'évolution de l’occupation des sols de la commune et de ses infrastructures peut être observée sur les différentes représentations cartographiques du territoire : la carte de Cassini (XVIIIe siècle), la carte d'état-major (1820-1866) et les cartes ou photos aériennes de l'IGN pour la période actuelle (1950 à aujourd'hui).

### Quartiers
Centre historique :
- La vieille Ville, ses ruelles et façades colorées, et murs, linteaux[13] et enseignes gravés[14], la basilique Saint-Michel.
- La rue Longue et ses ateliers D'art(Source de la liste des quartiers)[15]

En bord de mer de l'ouest à l'est :
- Madone-Carnolès,
- Biovès-Casino, avec les jardins Biovès et le casino,
- Hôtel de Ville,
- Saint-Paul Garavan, surtout notable par les propriétés et les jardins qui les entourent. Les fruits tropicaux y parviennent à maturité grâce à son climat, le plus tempéré de France[réf. nécessaire].

Un peu en retrait :
- Riviera, du nom d'un grand hôtel[16],
- Terres Chaudes.

Dans les hauteurs :
- Vallée de Gorbio, conduisant au village de Gorbio,
- Haut Borrigo du nom de la petite rivière du Borrigo, canalisée et recouverte,
- Careï Monti, du nom de Careï une autre petite rivière canalisée et recouverte et de Monti un hameau sur la route de Sospel,
- Mont-Gros, du nom du sommet (229 m) proche de même nom[17],
- Ciappe - Fossan, avec les hauteurs des Ciappes et la vallée du Fossan.
- Super Garavan, du nom de Garavan sur ses hauteurs.

### Espaces verts

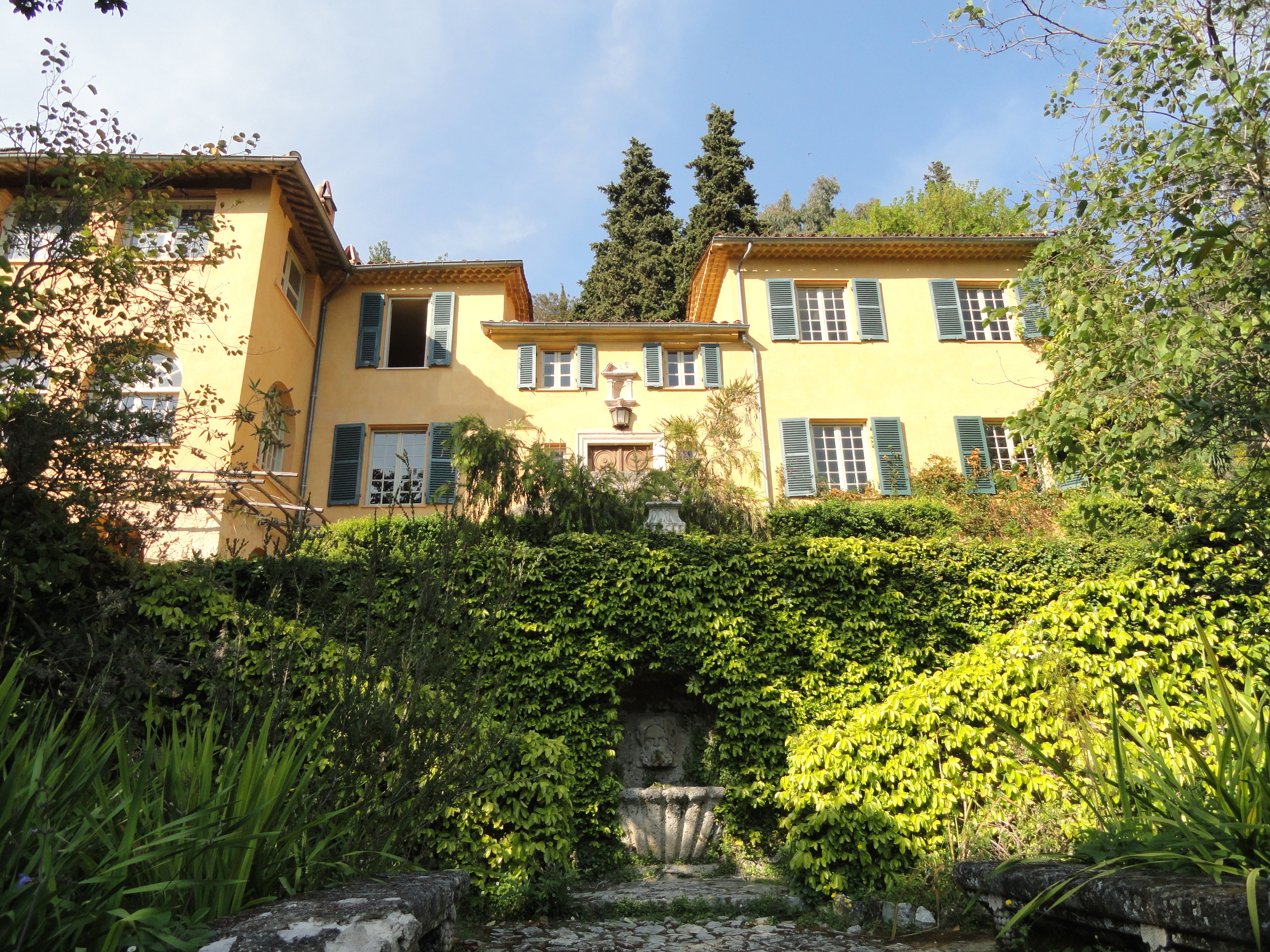
Serre de la Madone.

- Le palais de Carnolès : ancienne demeure d'Antoine Ier de Monaco, aujourd'hui musée des beaux-arts et dont le jardin abrite la principale collection d'agrumes de France.
- Les jardins Biovès[18] : jardins situés sur une grande allée (remontant le Carei) où se déroule chaque année la fête du Citron.
- Le parc du Pian[19] : jardin situé sur le boulevard Garavan. Ce jardin a la particularité d'être en pente, et de n'avoir que des oliviers comme plantation.
- Le jardin du Clos du Peyronnet[20].
- Le jardin des Romanciers ou Fontana Rosa[21].
- Le jardin des Colombières[22],[23].
- Jardin botanique du Val Rahmeh.
- Le jardin dit Serre de la Madone.
- Citronneraie du Mas Florano.

### Plages

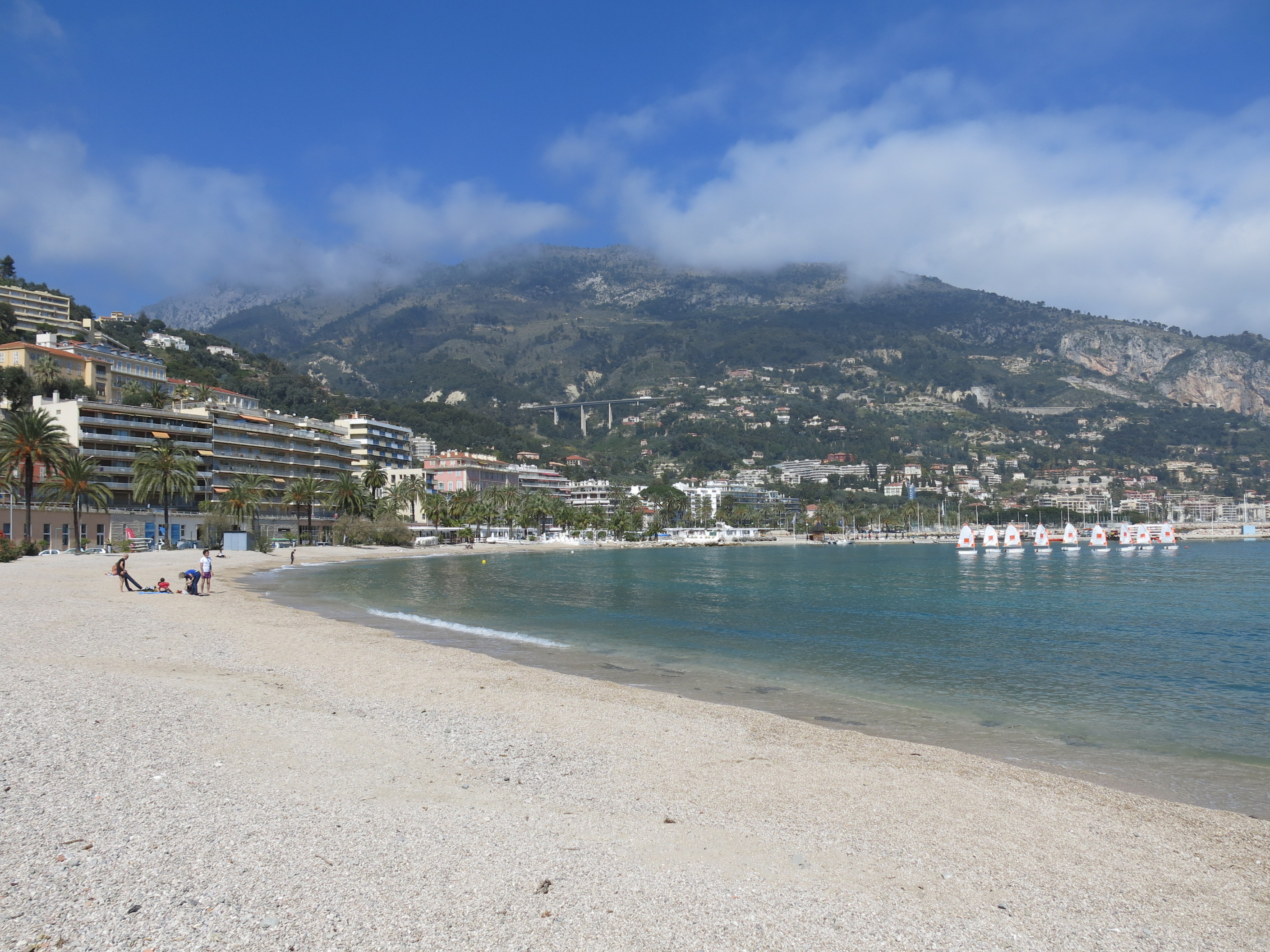
Plage des sablettes.

- Hawaï, première plage de France lorsque l'on arrive de l'Italie. Petite, elle est souvent exposée à la houle.
- Rondelli, première plage de sable, au niveau du supermarché dans le quartier de Garavan.
- Les Sablettes, qui avant 1969 était une toute petite plage de sable, agrandie artificiellement entre 1968 et 1969. Protégées des houles et des vents d'est par 3 digues, elle est très fréquentée des touristes.
- Marché (ou Bastion), proche des anciennes halles et du nouveau musée Jean-Cocteau.
- Casino, à l'extrémité des jardins de Biovès.
- Borrigo, cette plage et les deux précédentes ont fait dans les années 1995 l'objet de profonds travaux structurels qui, notamment grâce à la construction d'une digue sous marine de plus de 1 kilomètre, limitant leur érosion par les courants et coups de mer, ont permis leur élargissement à, au moins 30 mètres.

### Habitat et logement
En 2018, le nombre total de logements dans la commune était de 29 135, alors qu'il était de 26 766 en 2013 et de 26 150 en 2008.
Parmi ces logements, 50 % étaient des résidences principales, 42,9 % des résidences secondaires et 7,1 % des logements vacants. Ces logements étaient pour 10,2 % d'entre eux des maisons individuelles et pour 89,1 % des appartements.
Le tableau ci-dessous présente la typologie des logements à Menton en 2018 en comparaison avec celle des Alpes-Maritimes et de la France entière. Une caractéristique marquante du parc de logements est ainsi une proportion de résidences secondaires et logements occasionnels (42,9 %) supérieure à celle du département (25,3 %) et à celle de la France entière (9,7 %). Concernant le statut d'occupation de ces logements, 55,3 % des habitants de la commune sont propriétaires de leur logement (57,3 % en 2013), contre 55,3 % pour les Alpes-Maritimes et 57,5 pour la France entière.
| Typologie                                               | Menton | Alpes-Maritimes | France entière |
| ------------------------------------------------------- | ------ | --------------- | -------------- |
| Résidences principales (en %)                           | 50     | 66,4            | 82,1           |
| Résidences secondaires et logements occasionnels (en %) | 42,9   | 25,3            | 9,7            |
| Logements vacants (en %)                                | 7,1    | 8,4             | 8,2            |

### Voies de communication et transports

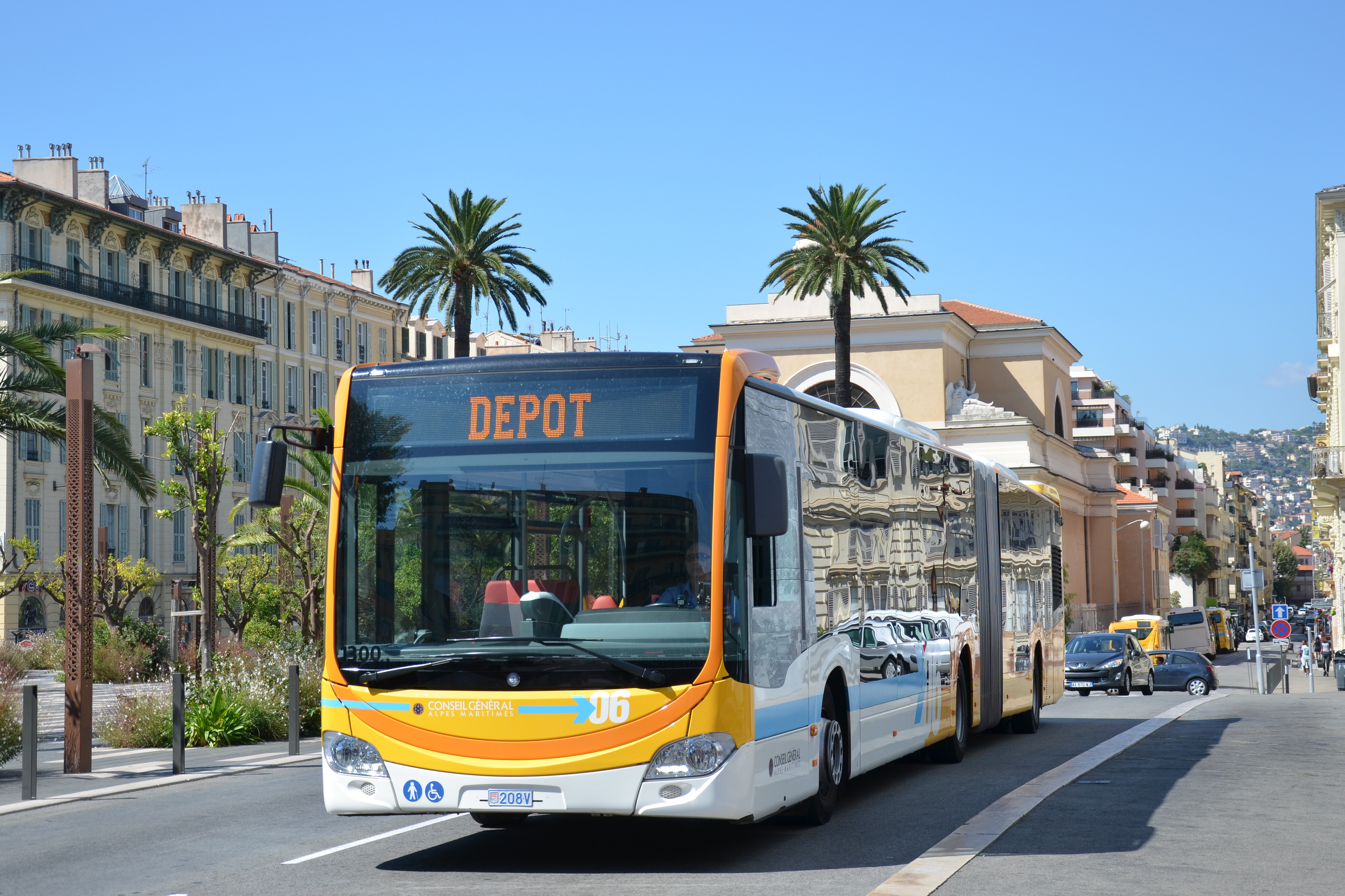
La commune de Menton est également desservie par autobus, depuis Nice via Monaco.

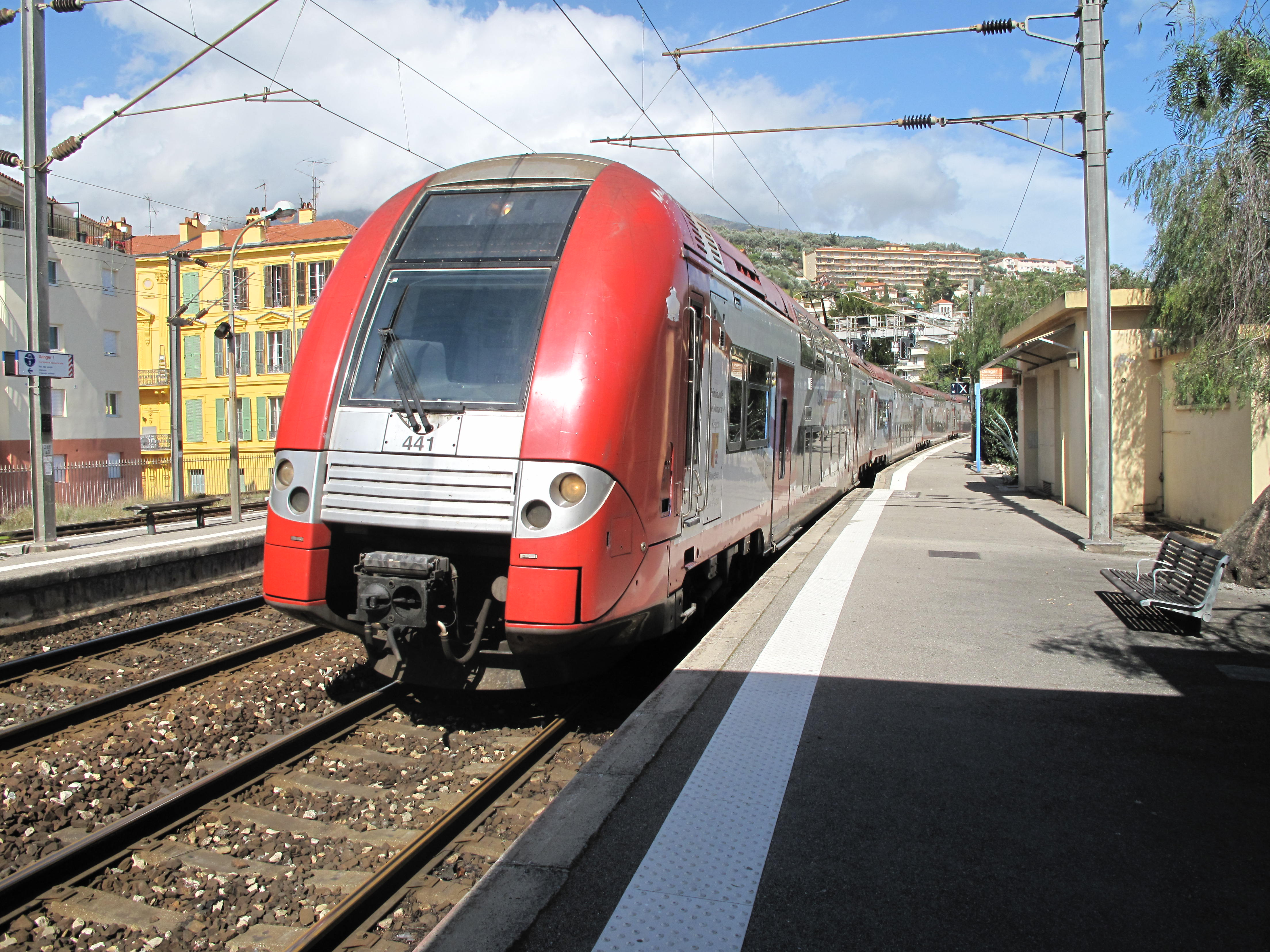
TER Monaco en gare de Menton.

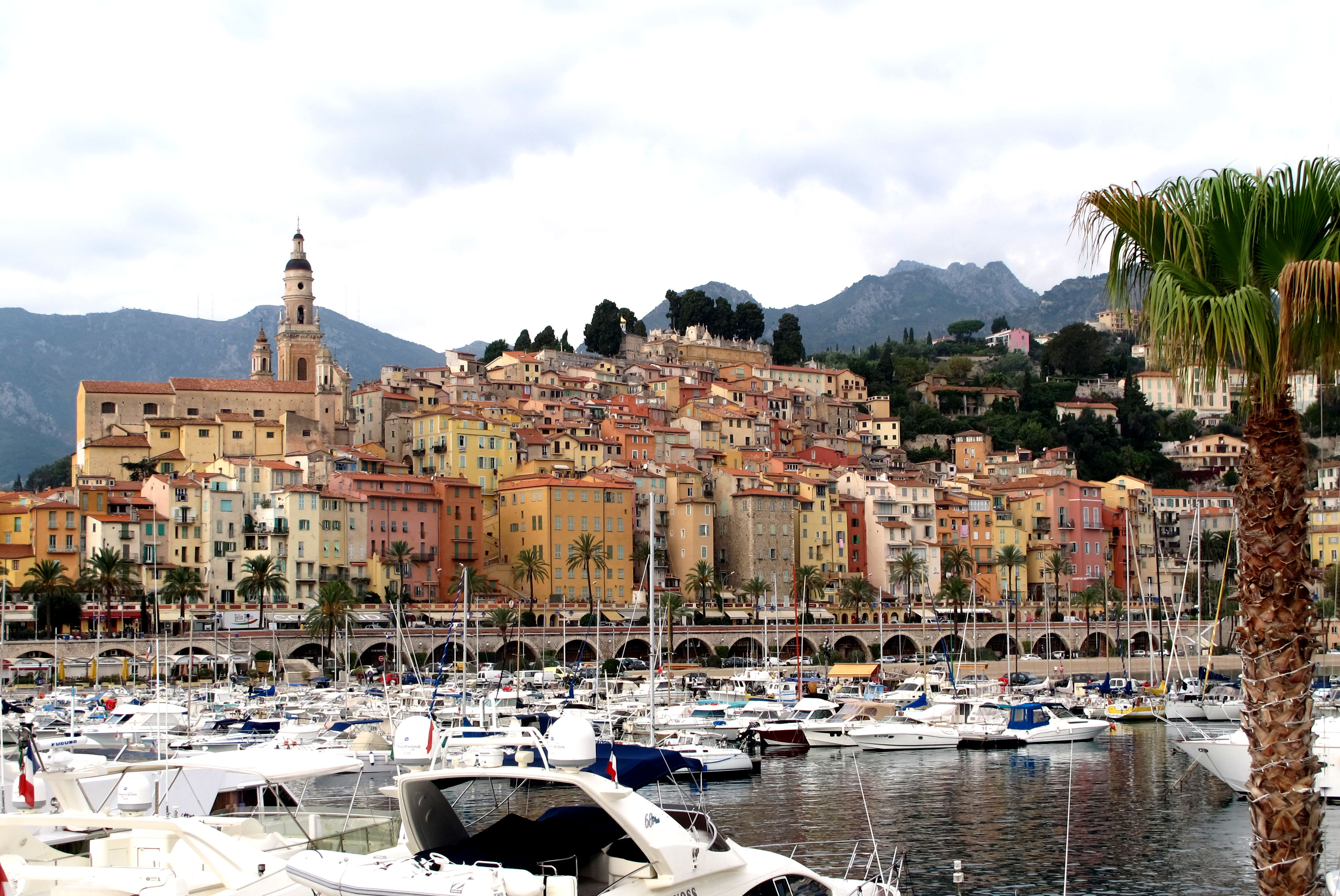
Vieille ville et vieux port.

#### Voies routières
La ville est desservie :
- par la RD 6098 dans les Alpes-Maritimes ;
- par l'autoroute A8, sortie 59 Menton, Sospel.

#### Transports en commun
- La ville de Menton est desservie par les transports urbains de la communauté d’agglomération de la Riviera française qui ont pour nom Zest. Ce réseau dessert les 15 communes de la communauté de la Riviera française et est constitué de 26 lignes régulières[24]. La ligne qui compte le plus de voyageurs est la ligne 1 Résédas - Frontière, en 2021 on comptait 447 780 voyageurs sur cette ligne et 1 318 534 sur le réseau total[25]. Depuis 2019 une navette gratuite et électrique a fait son apparition dans le centre de Menton, elle est surnommée « La Navette »[26].
- Transport en Provence-Alpes-Côte d'Azur
- Bus Zou! ligne 608 de Menton à Monaco pour 2,50 euro le trajet (correspondance avec la ligne 607 Nice-Monaco autorisée)[27].
- Bus Zou! ligne 80 de Menton à l'aéroport de Nice-Côte d'Azur.

#### Lignes ferroviaires
- Gare de Menton. Liaison régulière avec vintimille, Nice via Monaco.
- Gare de Menton-Garavan à l'est de Menton et la plus proche du port nouveau de Menton Garavan
- Gare de Carnolès sur le territoire de la commune de Roquebrune-Cap-Martin, juste à l'entrée ouest de Menton et à quelques centaines de mètres du bord de mer.

#### Transports aériens
Aéroport et héliport les plus proches :
- Héliport de Monaco
- Aéroport de Nice-Côte d'Azur

#### Ports
- Ports en Provence-Alpes-Côte d'Azur :
  - Ports de Menton : Vieux port et port de Menton Garavan[28],
  - Port Lympia (port de Nice),
  - Port Hercule (Port de Monaco).

### Risques naturels et technologiques

#### Sismicité
La commune se trouve sur une zone de sismicité moyenne,.

## Toponymie

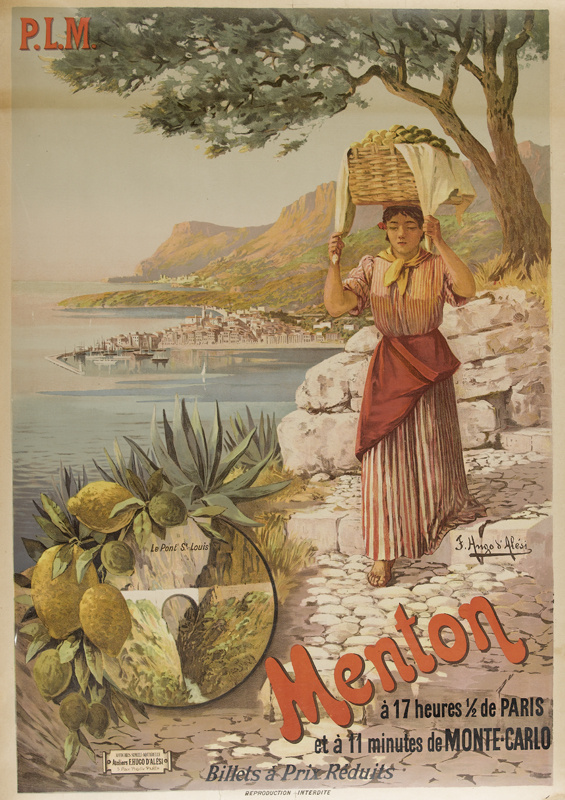
Affiche d'Hugo d'Alesi (1906).

Le nom de la localité est attesté sous la forme Mentonum en 1262.
Albert Dauzat et Charles Rostaing hésitent entre un nom de personne latin Mento, -onis, pris absolument, et un thème préceltique men-t- « rocher », suivi du suffixe -onem. Par « préceltique », sans doute entendent-ils le ligure, langue mal connue, mais qui a laissé de nombreuses traces dans la toponymie provençale jusqu'aux Alpes et même dans la manière de nommer les habitants mentonasque, avec le suffixe -asque, considéré comme ligure par les spécialistes. L'homonymie avec Menthon (Haute-Savoie, sans forme ancienne) renforce cette hypothèse, les toponymes ligures étant généralement cantonnés à la partie sud-est de la France jusqu'aux Alpes.
Ernest Nègre reprend leur première proposition et explication par le nom propre romain Mento.
L'hypothèse *Mons Othonis basée sur le nom de l'empereur Othon ne se justifie pas, car tout d'abord, il n'y a aucune forme ancienne pour évoquer cette possibilité, ensuite, *Mons Othonis, ou plutôt sa forme bas latine, aurait abouti à *Montodon. Elle relève juste d'une tentative d'expliquer des faits linguistiques par des faits historiques.
En ligure, langue régionale locale, la ville est nommée Mentún. La ville est aussi appelée, en mentonasque, [meⁿˈtaⁿ], que l'on écrit localement Mentan (occitan : Menton en norme classique ou Mentan en norme mistralienne). Le gentilé (singulier) est ou mentounasc (norme mistralienne, la seule utilisée localement).
En italien, le nom s’écrit Mentone ([menˈtone]), le e final étant prononcé comme un é français au lieu d'être muet. Le gentilé est au pluriel, plus souvent mentonaschi, rarement mentonesi.
Mentona est une forme attestée en russe (de l’italien). Une église orthodoxe et le cimetière russe de Menton témoignent de la présence russe dans la région vers 1900.
Ses habitants sont appelés les Mentonnais, ou bien Mentonasques, appellation traditionnelle et littéraire telle qu'employée par Guillaume Apollinaire.

## Histoire

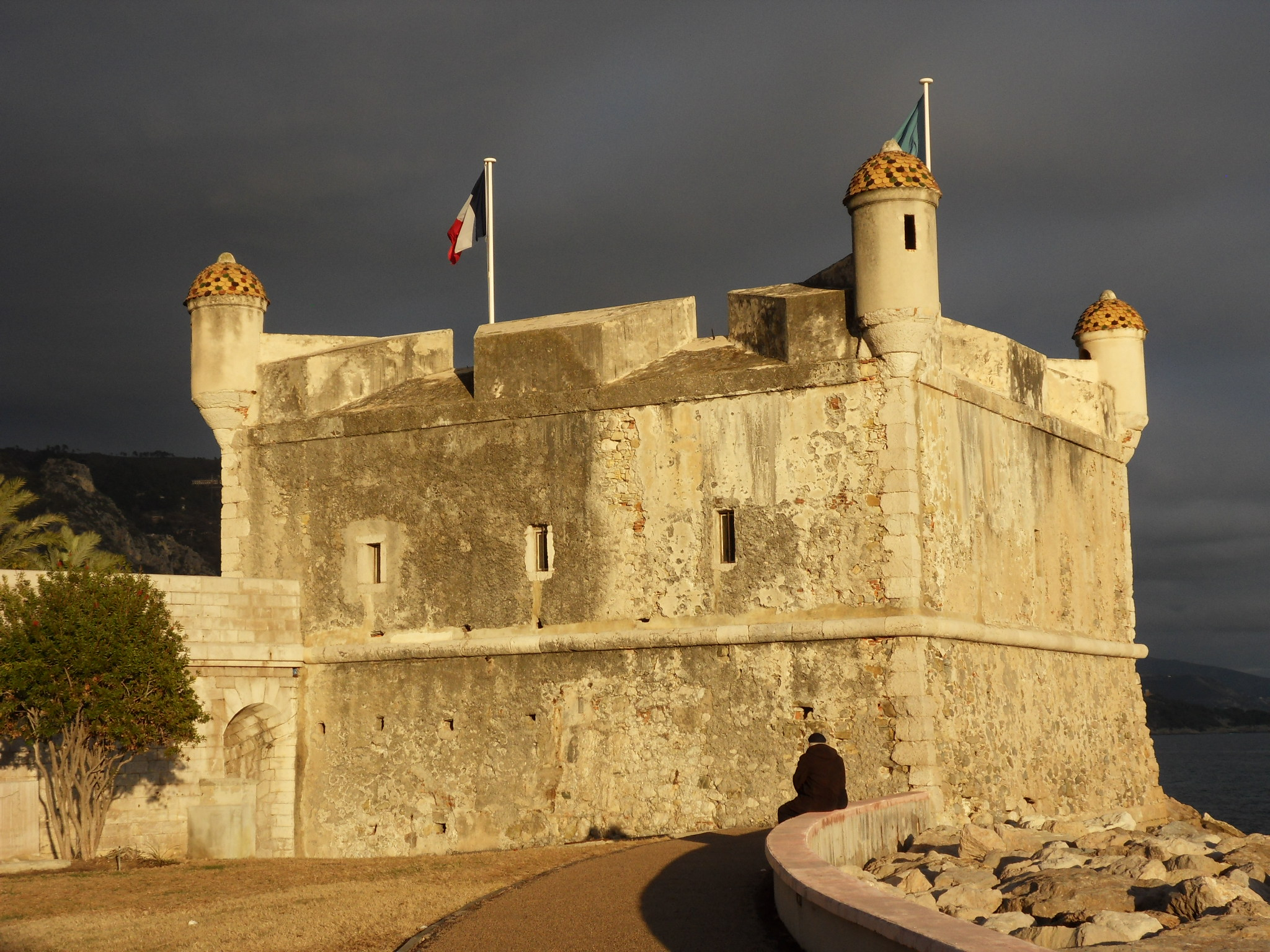
Le Bastion bâti en 1636-1639

### Origines
Les fouilles des Balzi Rossi (grottes de Grimaldi), à la frontière italienne, attestent une présence humaine dès le paléolithique supérieur (aux alentours de 22 000 ans avant notre ère).
La via Julia Augusta, ancienne voie romaine qui reliait Vintimille à Nice-Cimiez et à Rome, devait traverser Menton. On n'a jamais pu identifier de traces archéologiques dans la ville, même si l'on a pensé qu'elle pouvait suivre la rue Longue.
C’est sur la colline de Pépin, à l’ouest de la ville actuelle, que se groupait sans doute l’agglomération primitive, autour de son château fondé sous l’impulsion du comte de Vintimille. La seigneurie de Puypin (Podium Pinum) échut avec celle de Menton au XIIIe siècle aux Vento, famille génoise qui y construisit un autre château : celui-ci donna naissance à la ville actuelle. La première mention de la ville date du 21 juillet 1262, dans le traité de paix entre Charles d'Anjou et Gênes. Sa position à la limite du comté provençal angevin et de la république de Gênes - qui revendiquait alors Monaco comme sa limite occidentale - en fait une position relativement convoitée.

### Influence monégasque
Acquise en 1346 par Charles Grimaldi de Monaco, Menton resta sous la suzeraineté des princes monégasques (cf. la liste des souverains de Monaco) pendant cinq siècles, jusqu’en 1848, époque où elle se proclama Ville Libre avec sa voisine Roquebrune, en se plaçant sous la protection du roi de Sardaigne. Menton n’a jamais fait partie du comté de Nice historique.
Menton fut annexée à la France durant la Révolution et le Premier Empire et fit alors partie du département des Alpes-Maritimes (qui incluait alors Monaco et Sanremo). Elle faisait partie de l’arrondissement de Sanremo.
La principauté de Monaco fut reconstituée en 1814, mais passa en 1815 sous le protectorat des rois de Sardaigne et les princes durent rendre l’hommage féodal pour Menton à ces rois — de façon anachronique — mais non pour Monaco proprement dit.

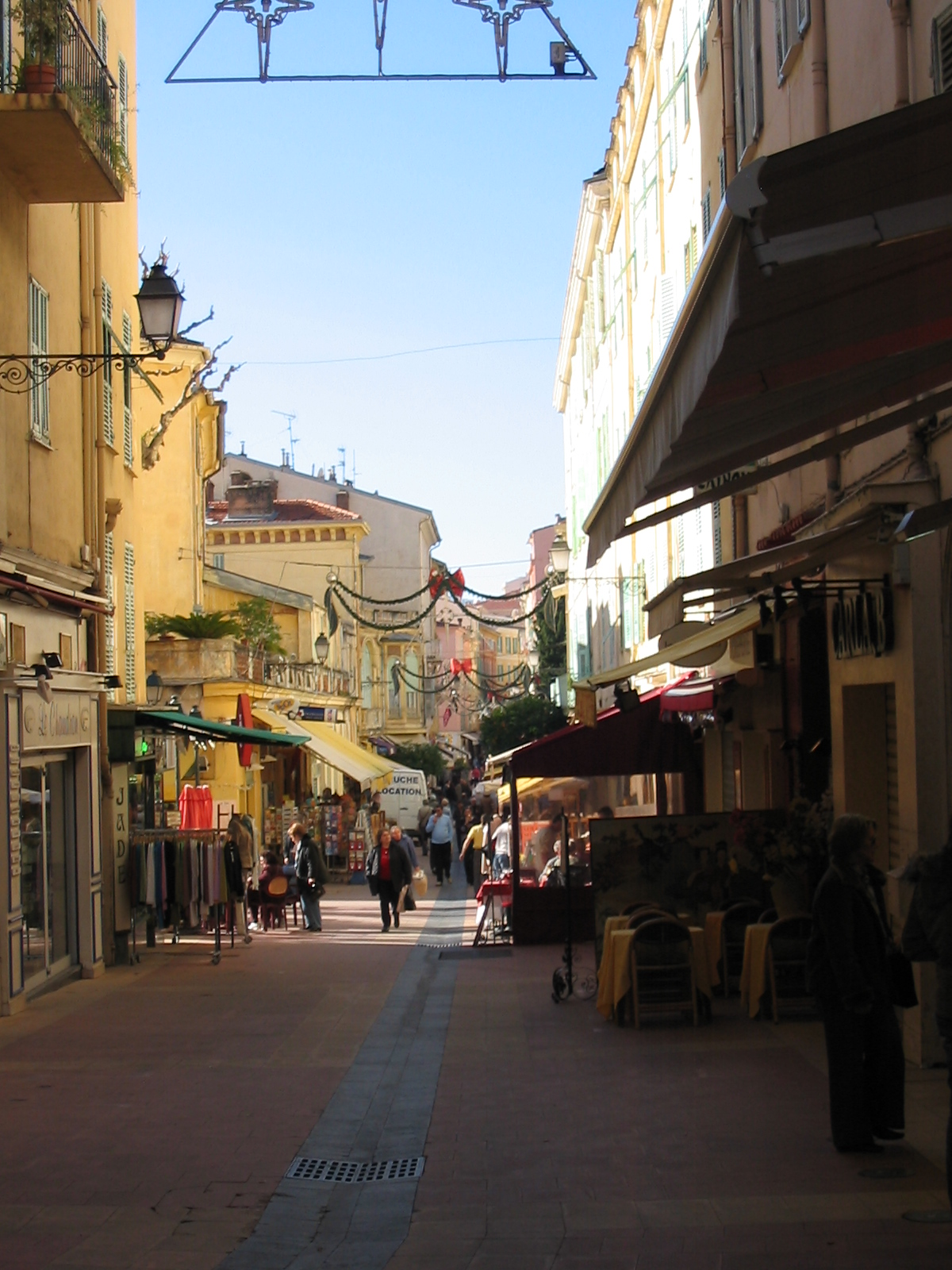
Rue piétonne, rue Saint-Michel vue dans le sens est-ouest.

1848 fut l’année des révolutions en Europe. Menton, tout comme sa voisine Roquebrune, fit sécession de la principauté de Monaco. Il est vrai que le prince Florestan de Monaco s’obstinait à percevoir une taxe sur l'exportation des citrons, principale ressource de la ville.
Les deux cités se constituèrent alors en Villes libres, demandèrent la protection du royaume de Sardaigne et furent administrées de fait par la maison de Savoie. Ces deux villes libres devinrent françaises un an après le rattachement du comté de Nice, en 1861.

### Menton française
Au plébiscite organisé cette année-là, Menton se prononça massivement en faveur du rattachement à la France. La ville s'agrandit à l'est du quartier de Garavan qui, bien qu'appartenant à la commune de Vintimille et n'ayant pas participé au plébiscite, devient également français en 1861.
Napoléon III paya un dédommagement d’un montant de 4 millions de francs au prince Charles III pour le préjudice territorial causé à la principauté.

Port de Menton, avril 1906 par Eugène Trutat. Document conservé au Muséum de Toulouse

À la suite de l’armistice du 24 juin 1940, les deux tiers du territoire de la commune sont annexés à l’Italie de l’été 1940 jusqu’au 8 septembre 1943 date de l'armistice de Cassibile. L'évacuation des habitants français avait été organisée dès le 25 mai 1940 et se fait à partir du 3 juin, d'abord vers Antibes et Cannes, puis à partir du 7 juin vers les Pyrénées-Orientales où les 15 700 Mentonnais sont répartis entre 83 communes, la mairie s'installant à Prades. Ils y restent jusqu'au mois d'octobre avant d'être envoyés pour la plupart dans le Var jusqu'à la fin de la guerre.
Les Italiens occupent Menton dès le 24 juin et italianisent la ville en Mentone, notamment par le changement des panneaux de signalisation. À partir de septembre 1943, la ville est occupée par les Allemands jusqu’à leur départ le 6 septembre 1944, tout en continuant plusieurs semaines à bombarder les positions adverses. Les troupes américaines et canadiennes ont libéré Menton dès le 8 septembre.

## Politique et administration

### Rattachements administratifs et électoraux

#### Rattachements administratifs

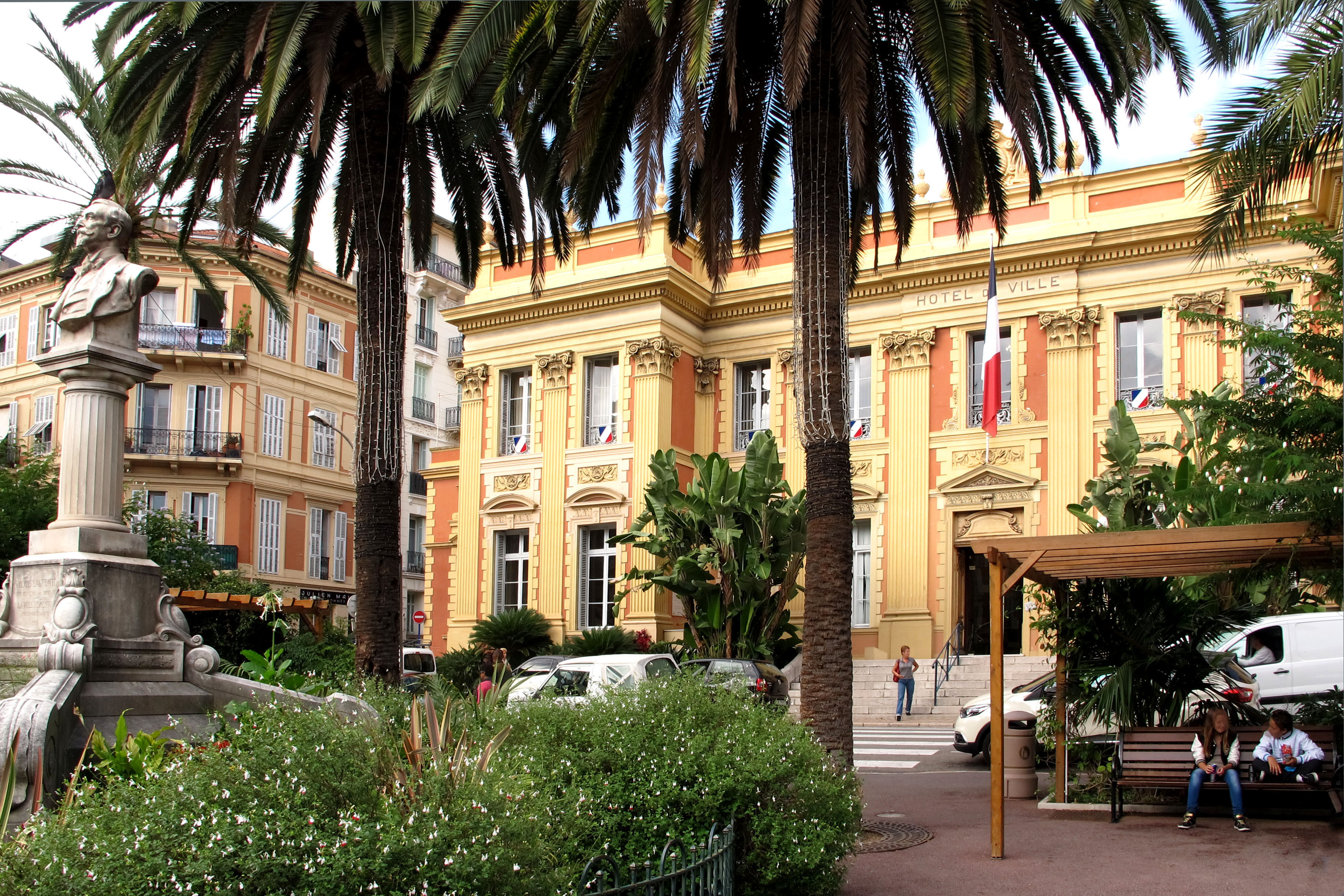
Hôtel de ville de Menton.

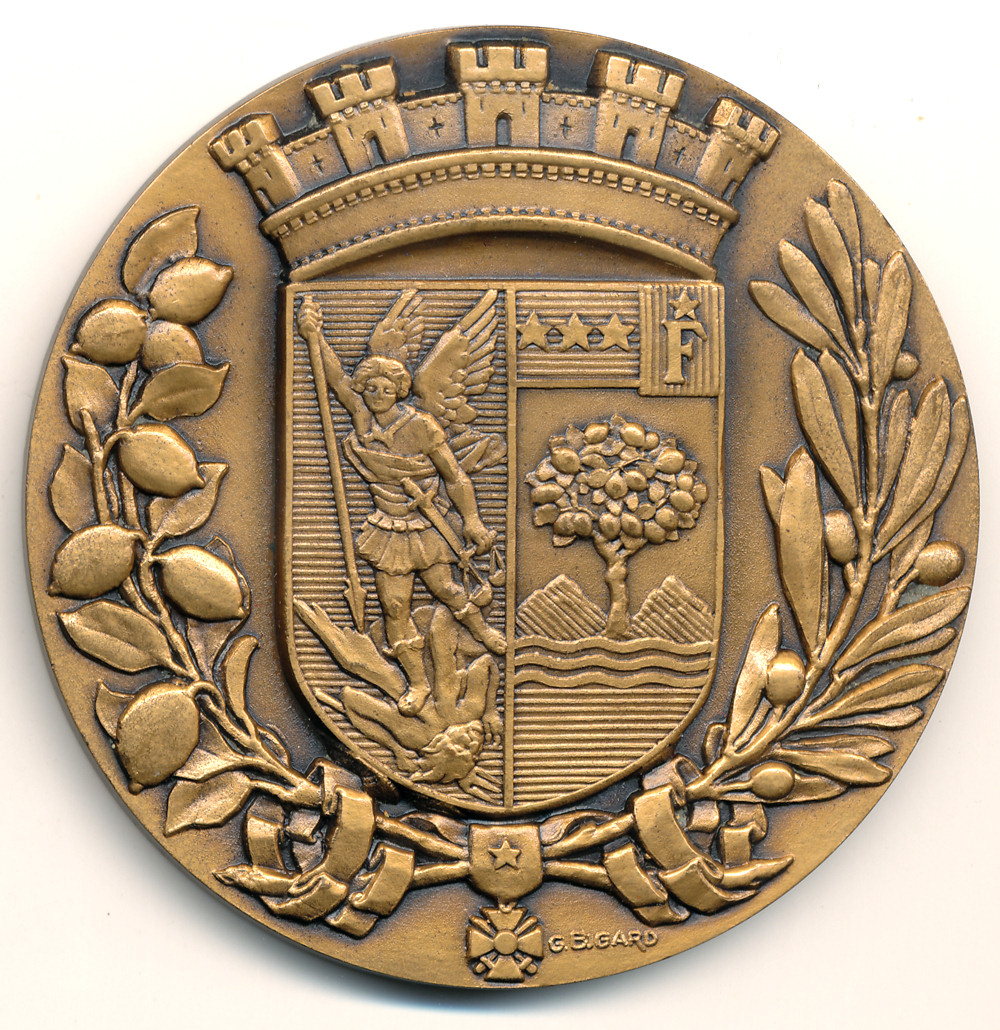
Médaille de la ville de Menton par Gaston Bigard (1953), bronze 67 mm.

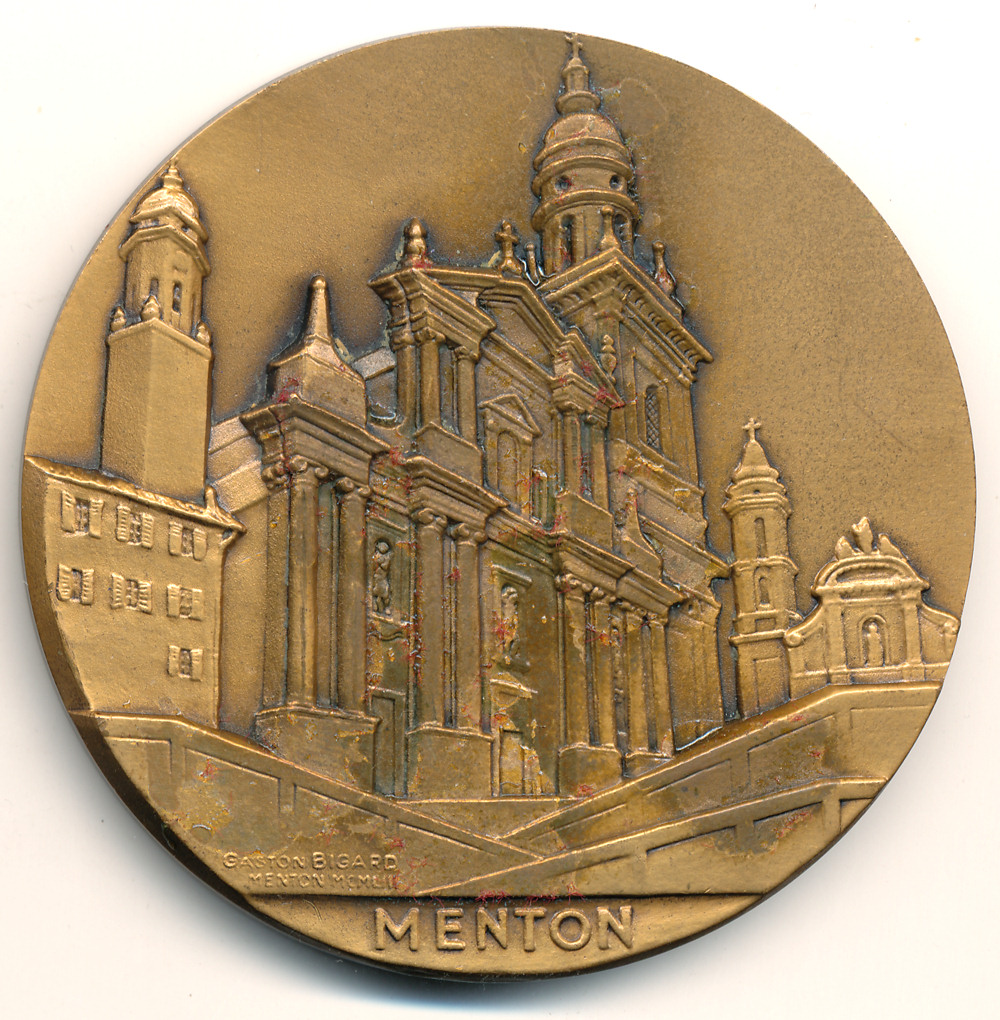
Revers de la médaille.

La commune se trouve depuis son rattachement à la France en 1862 dans l'arrondissement de Nice du département des Alpes-Maritimes.
Elle était depuis cette date le chef-lieu du canton de Menton, qui est scindé en 1997 entre le canton de Menton-Est et le canton de Menton-Ouest. Dans le cadre du redécoupage cantonal de 2014 en France, cette circonscription administrative territoriale a disparu, et le canton n'est plus qu'une circonscription électorale.

#### Rattachements électoraux
Pour les élections départementales, la commune fait partie depuis 2014 le bureau centralisateur d'un nouveau canton de Menton.
Pour l'élection des députés, elle fait partie de la quatrième circonscription des Alpes-Maritimes.

### Intercommunalité
Menton est le siège de la communauté d'agglomération de la Riviera française, un établissement public de coopération intercommunale (EPCI) à fiscalité propre créé en 2001 et auquel la commune a transféré un certain nombre de ses compétences, dans les conditions déterminées par le code général des collectivités territoriales

### Tendances politiques et résultats

#### Élections municipales
Après la mort en octobre 2021 de Jean-Claude Guibal, maire de Menton depuis 1989, le conseil municipal élit par 18 voix le 9 novembre 2021 son successeur, Yves Juhel, jusqu'alors deuxième adjoint, et n'accorde que 17 voix à l'ancienne première adjointe, Sandra Paire. Celle-ci et ses 16 colistiers annoncent alors leur démission,.
Au terme d'une campagne électorale 2022 particulièrement tendue et mouvementée,, la liste menée par le maire sortant Yves Juhel obtient la majorité des suffrages exprimés, devançant l'ancienne première adjointe Sandra Paire et Anthony Malvault. Le scrutin est marqué par un fort taux d'abstention (48,34 %).
| Tête de liste                      | Tête de liste    | Liste          | Premier tour | Premier tour | Second tour | Second tour | Sièges | Sièges |
| Tête de liste                      | Tête de liste    | Liste          | Voix         | %            | Voix        | %           | CM     | CA     |
| ---------------------------------- | ---------------- | -------------- | ------------ | ------------ | ----------- | ----------- | ------ | ------ |
|                                    | Yves Juhel *     | DVD            | 3 806        | 35,23        | 4 722       | 43,11       | 28     | 13     |
| Menton pour tous                   |                  |                | 3 806        | 35,23        | 4 722       | 43,11       | 28     | 13     |
|                                    | Sandra Paire     | LR             | 3 566        | 33,01        | 4 408       | 40,24       | 8      | 4      |
| Unis pour Menton                   |                  |                | 3 566        | 33,01        | 4 408       | 40,24       | 8      | 4      |
|                                    | Anthony Malvault | RN             | 1 999        | 18,50        | 1 824       | 16,65       | 3      | 1      |
| Menton avec vous                   |                  |                | 1 999        | 18,50        | 1 824       | 16,65       | 3      | 1      |
|                                    | Stéphanie Loisy  | DVG            | 1 008        | 9,33         |             |             |        |        |
| Reconcilions Menton                |                  |                | 1 008        | 9,33         |             |             |        |        |
|                                    | Marjorie Jouen   | DIV            | 424          | 3,93         |             |             |        |        |
| Collectif citoyen Menton autrement |                  |                | 424          | 3,93         |             |             |        |        |
|                                    |                  |                |              |              |             |             |        |        |
| Inscrits                           | Inscrits         | Inscrits       | 22 086       | 100,00       | 22 049      | 100,00      |        |        |
| Abstentions                        | Abstentions      | Abstentions    | 11 052       | 50,04        | 10 659      | 48,34       |        |        |
| Votants                            | Votants          | Votants        | 11 034       | 49,96        | 11 390      | 51,65       |        |        |
| Blancs et nuls                     | Blancs et nuls   | Blancs et nuls | 231          | 2,09         | 436         | 3,83        |        |        |
| Exprimés                           | Exprimés         | Exprimés       | 10 803       | 97,91        | 10 954      | 96,17       |        |        |
| * Liste du maire sortant           |                  |                |              |              |             |             |        |        |

#### Élections présidentielles
| Candidat | Candidat                    | 1er tour | 1er tour | 2e tour | 2e tour  |
| Candidat | Candidat                    | Menton   | National | Menton  | National |
| -------- | --------------------------- | -------- | -------- | ------- | -------- |
|          | Marine Le Pen (RN)          | 31,78 %  | 23,15 %  | 56,79 % | 41,45 %  |
|          | Emmanuel Macron (LREM)      | 23,50 %  | 27,85 %  | 43,21 % | 58,55 %  |
|          | Jean-Luc Mélenchon (LFI)    | 13,93 %  | 21,95 %  |         |          |
|          | Éric Zemmour (REC)          | 14,75 %  | 7,07 %   |         |          |
|          | Yannick Jadot (EELV)        | 3,07 %   | 4,63 %   |         |          |
|          | Valérie Pécresse (LR)       | 4,39 %   | 4,78 %   |         |          |
|          | Jean Lassalle (RES)         | 2,21 %   | 3,13 %   |         |          |
|          | Anne Hidalgo (PS)           | 0,94 %   | 1,75 %   |         |          |
|          | Fabien Roussel (PCF)        | 1,58 %   | 2,28 %   |         |          |
|          | Nicolas Dupont-Aignan (DLF) | 2,89 %   | 2,06 %   |         |          |
|          | Philippe Poutou (NPA)       | 0,65 %   | 0,77 %   |         |          |
|          | Nathalie Arthaud (LO)       | 0,31 %   | 0,56 %   |         |          |
| Votants  | Votants                     | 71,34 %  | 73,69 %  | 71,42 % | 71,99 %  |

#### Récapitulatif de résultats électoraux récents
| Scrutin             | 1er tour | 1er tour | 1er tour | 1er tour | 1er tour | 1er tour | 1er tour | 1er tour | 1er tour | 1er tour | 1er tour | 1er tour | 2d tour                  | 2d tour                  | 2d tour                  | 2d tour                  | 2d tour                  | 2d tour                  | 2d tour                  | 2d tour                  | 2d tour                  | 2d tour                  | 2d tour                  | 2d tour                  |
| Scrutin             | 1er      | 1er      | %        | 2e       | 2e       | %        | 3e       | 3e       | %        | 4e       | 4e       | %        | 1er                      | 1er                      | %                        | 2e                       | 2e                       | %                        | 3e                       | 3e                       | %                        | 4e                       | 4e                       | %                        |
| ------------------- | -------- | -------- | -------- | -------- | -------- | -------- | -------- | -------- | -------- | -------- | -------- | -------- | ------------------------ | ------------------------ | ------------------------ | ------------------------ | ------------------------ | ------------------------ | ------------------------ | ------------------------ | ------------------------ | ------------------------ | ------------------------ | ------------------------ |
| Municipales 2014    |          | UMP      | 38,79    |          | FN       | 22,35    |          | PS       | 14,47    |          | DVD      | 13,95    |                          | UMP                      | 44,47                    |                          | FN                       | 26,64                    |                          | PS                       | 15,34                    |                          | DVD                      | 13,52                    |
| Européennes 2014    |          | FN       | 37,58    |          | UMP      | 25,59    |          | PS       | 8,82     |          | UDI      | 6,40     | Tour unique              | Tour unique              | Tour unique              | Tour unique              | Tour unique              | Tour unique              | Tour unique              | Tour unique              | Tour unique              | Tour unique              | Tour unique              | Tour unique              |
| Régionales 2015     |          | FN       | 44,16    |          | UMP      | 33,10    |          | PS       | 10,81    |          | AEI      | 3,69     |                          | UMP                      | 51,26                    |                          | FN                       | 48,74                    | Pas de 3e                | Pas de 3e                | Pas de 3e                | Pas de 4e                | Pas de 4e                | Pas de 4e                |
| Présidentielle 2017 |          | FN       | 32,45    |          | LR       | 25,32    |          | EM       | 17,56    |          | LFI      | 13,32    |                          | EM                       | 51,23                    |                          | FN                       | 48,77                    | Pas de 3e                | Pas de 3e                | Pas de 3e                | Pas de 4e                | Pas de 4e                | Pas de 4e                |
| Législatives 2017   |          | LREM     | 29,79    |          | FN       | 23,78    |          | LR       | 20,52    |          | SE       | 7,56     |                          | LREM                     | 53,45                    |                          | FN                       | 46,55                    | Pas de 3e                | Pas de 3e                | Pas de 3e                | Pas de 4e                | Pas de 4e                | Pas de 4e                |
| Européennes 2019    |          | RN       | 34,75    |          | LREM     | 19,88    |          | LR       | 11,37    |          | EELV     | 9,72     | Tour unique              | Tour unique              | Tour unique              | Tour unique              | Tour unique              | Tour unique              | Tour unique              | Tour unique              | Tour unique              | Tour unique              | Tour unique              | Tour unique              |
| Régionales 2021     |          | RN       | 44,7     |          | LR       | 30,32    |          | DVG      | 11,16    |          | CE       | 5,16     |                          | LR                       | 50,73                    |                          | RN                       | 49,27                    | Pas de 3e                | Pas de 3e                | Pas de 3e                | Pas de 4e                | Pas de 4e                | Pas de 4e                |
| Présidentielle 2022 |          | RN       | 31,78    |          | LREM     | 23,50    |          | REC      | 14,75    |          | LFI      | 13,93    |                          | RN                       | 56,79                    |                          | LREM                     | 43,21                    | Pas de 3e                | Pas de 3e                | Pas de 3e                | Pas de 4e                | Pas de 4e                | Pas de 4e                |
| Législatives 2022   |          | RN       | 30,54    |          | EPR      | 24,66    |          | NUPES    | 13,52    |          | REC      | 13,15    |                          | RN                       | 56,97                    |                          | EPR                      | 43,03                    | Pas de 3e                | Pas de 3e                | Pas de 3e                | Pas de 4e                | Pas de 4e                | Pas de 4e                |
| Européennes 2024    |          | RN       | 45,22    |          | EPR      | 11,73    |          | REC      | 10,42    |          | PS       | 7,74     | Tour unique              | Tour unique              | Tour unique              | Tour unique              | Tour unique              | Tour unique              | Tour unique              | Tour unique              | Tour unique              | Tour unique              | Tour unique              | Tour unique              |
| Législatives 2024   |          | RN       | 56,55    |          | NFP      | 22,47    |          | EPR      | 15,61    |          | EXG      | 4,53     | Élue dès le premier tour | Élue dès le premier tour | Élue dès le premier tour | Élue dès le premier tour | Élue dès le premier tour | Élue dès le premier tour | Élue dès le premier tour | Élue dès le premier tour | Élue dès le premier tour | Élue dès le premier tour | Élue dès le premier tour | Élue dès le premier tour |

### Scandale lié à l'audit sur sa gestion des ports
Dans ce rapport de 79 pages, on découvre des notes de frais suspectes concernant le 1er semestre 2023. Mathieu Messina aurait dépensé plus 500 000 euros au nom de la SPL des ports de Menton, et il s'agit donc d’argent public, puisque la SPL appartient à la municipalité et au département. Deux plaintes ont été déposées de la part de la ville de Menton et du conseil départemental maralpin.

### Liste des maires
Depuis la Libération, sept maires se sont succédé à la tête de la commune.
| Période         | Période                       | Identité           | Étiquette   | Qualité |
| --------------- | ----------------------------- | ------------------ | ----------- | --- |
| 4 décembre 1944 | 7 octobre 1945                | Michel Ozenda      | SFIO/FN     | Négociant |
| 7 octobre 1945  | 10 mai 1953                   | Pierre Dormoy      | SFIO        | Ancien fonctionnaire Ancien député de la Seine (1919 → 1924) |
| 10 mai 1953     | 14 février 1954               | Julien Kubler      | RPF         | Ancien notaire et docteur en droit, résistant Premier adjoint (1947 → 1950) Conseiller général de Menton (1951 → 1958) |
| 14 février 1954 | mars 1977                     | Francis Palmero    | CR puis UDF | Fonctionnaire territorial Député des Alpes-Maritimes (4e circ.) (1958 → 1968) Sénateur des Alpes-Maritimes (1971 → 1985) Conseiller général de Menton (1958 → 1985) Président du conseil général (1961 → 1964 et 1967 → 1973)                                          |
| mars 1977       | 20 mars 1989                  | Emmanuel Aubert    | RPR         | Général de brigade aérienne Député des Alpes-Maritimes (4e circ.) (1968 → 1995) Conseiller régional de Provence-Alpes-Côte d'Azur Vice-président du conseil régional (1986 → 1988)                                                                                     |
| 20 mars 1989    | 25 octobre 2021               | Jean-Claude Guibal | UMP → LR    | Énarque, ancien dirigeant d'organisations professionnelles Député des Alpes-Maritimes (4e circ.) (1997 → 2017) Président de la CA de la Riviera française (2001 → 2008 et 2017 → 2021) Vice-président de la Mission opérationnelle transfrontalière Décédé en fonction |
| 9 novembre 2021 | En cours (au 13 février 2022) | Yves Juhel         | LR          | Retraité, ancien adjoint Président de la CA de la Riviera française (2021 → ) Réélu pour le mandat 2022-2026 |

### Distinctions et labels
Menton est classée régulièrement 4 fleurs depuis plusieurs années et est également régulièrement lauréate du Grand prix national du fleurissement depuis 1990[réf. nécessaire].

### Jumelages
- Baden-Baden (Allemagne) depuis 1962
- Montreux (Suisse) depuis 1953
- Namur (Belgique) depuis 1958
- Nauplie (Grèce) depuis 1966
- Noordwijk (Hollande-Méridionale) (Pays-Bas) depuis 1953
- Sotchi (Russie) depuis 1966 (suspendu : cause guerre Russo-Ukrainienne)[57]
- Valence (Espagne) depuis 1982

## Équipements et services publics

### Enseignement
Établissements d'enseignements :
Écoles maternelles et primaires :
- École maternelle Adrien-Camaret
- École maternelle Careï
- École maternelle Rene-Cassin
- École maternelle Germaine-Coty
- École maternelle Robert-Debré
- École maternelle Manon-des-Sources
- École maternelle Saint-Exupéry
- École maternelle et primaire Villa-Blanche. Institution Notre-Dame-du-Sacré-Cœur-Villa Blanche
- École primaire Careï-Jeanne-d'Arc
- École primaire Condamine-Centenaire
- École primaire Alphonse-Daudet
- École primaire Anne-Frank, Alexandre-Guillevin
- École primaire l'Hôtel-de-Ville
- École primaire Frédéric-Mistral
- École primaire Marcel-Pagnol
- École primaire Saint-Exupéry

Collèges :
- Collège André-Maurois
- Collège Guillaume-Vento
- Collège Villa-Blanche. Institution Notre-Dame-du-Sacré-Cœur-Villa Blanche (établissement privé)

Lycées et institut :
- Lycée Pierre-et-Marie-Curie (général et professionnel)
- Lycée professionnel Paul-Valéry (Restauration)
- Le campus délocalisé de l'Institut d’études politiques de Paris (Sciences Po), antenne Moyen-Orient et Méditerranée

### Santé
Professionnels et établissements de santé :
- médecins, infirmiers, pharmacies[59] ;
- Centre hospitalier de la Palmosa de Menton ;
- Centres hospitaliers[60] ;
- Centre hospitalier Princesse-Grace ;
- Centre cardio-thoracique de Monaco ;
- Centre hospitalier universitaire de Nice.

## Population et société

### Démographie

#### Évolution démographique
L'évolution du nombre d'habitants est connue à travers les recensements de la population effectués dans la commune depuis 1793. Pour les communes de plus de 10 000 habitants les recensements ont lieu chaque année à la suite d'une enquête par sondage auprès d'un échantillon d'adresses représentant 8 % de leurs logements, contrairement aux autres communes qui ont un recensement réel tous les cinq ans,.

En 2022, la commune comptait 30 326 habitants, en évolution de +6,46 % par rapport à 2016 (Alpes-Maritimes : +2,85 %, France hors Mayotte : +2,11 %).
| 1793  | 1800  | 1806  | 1858  | 1861  | 1866  | 1872  | 1876  | 1881   |
| ----- | ----- | ----- | ----- | ----- | ----- | ----- | ----- | ------ |
| 3 060 | 3 289 | 3 336 | 4 837 | 4 904 | 5 699 | 6 644 | 7 819 | 11 000 |

| 1886  | 1891  | 1896  | 1901  | 1906   | 1911   | 1921   | 1926   | 1931   |
| ----- | ----- | ----- | ----- | ------ | ------ | ------ | ------ | ------ |
| 9 387 | 9 050 | 9 044 | 9 944 | 13 029 | 18 001 | 18 645 | 22 604 | 23 417 |

| 1936   | 1946   | 1954   | 1962   | 1968   | 1975   | 1982   | 1990   | 1999   |
| ------ | ------ | ------ | ------ | ------ | ------ | ------ | ------ | ------ |
| 21 703 | 13 864 | 17 109 | 19 904 | 25 040 | 25 143 | 25 086 | 29 141 | 28 812 |

| 2006   | 2011   | 2016   | 2021   | 2022   | - | - | - | - |
| ------ | ------ | ------ | ------ | ------ | - | - | - | - |
| 27 655 | 28 926 | 28 486 | 30 412 | 30 326 | - | - | - | - |

#### Pyramide des âges
En 2021, le taux de personnes d'un âge inférieur à 30 ans s'élève à 29,2 %, soit en dessous de la moyenne départementale (31,0 %). À l'inverse, le taux de personnes d'âge supérieur à 60 ans est de 32,7 % la même année, alors qu'il est de 31,0 % au niveau départemental.
En 2021, la commune comptait 13 862 hommes pour 16 550 femmes, soit un taux de 54,42 % de femmes, légèrement supérieur au taux départemental (52,74 %).
Les pyramides des âges de la commune et du département s'établissent comme suit :
| Hommes | Classe d’âge | Femmes |
| ------ | ------------ | ------ |
| 1,2    | 90 ou +      | 2,6    |
| 9,9    | 75-89 ans    | 14,0   |
| 18,2   | 60-74 ans    | 18,9   |
| 21,3   | 45-59 ans    | 20,2   |
| 18,2   | 30-44 ans    | 16,9   |
| 14,3   | 15-29 ans    | 13,1   |
| 16,9   | 0-14 ans     | 14,3   |

| Hommes | Classe d’âge | Femmes |
| ------ | ------------ | ------ |
| 1,1    | 90 ou +      | 2,6    |
| 9,5    | 75-89 ans    | 12,2   |
| 17,6   | 60-74 ans    | 18,7   |
| 20,3   | 45-59 ans    | 19,9   |
| 18,1   | 30-44 ans    | 17,5   |
| 16,5   | 15-29 ans    | 14,6   |
| 16,8   | 0-14 ans     | 14,4   |

### Manifestations culturelles et festivités

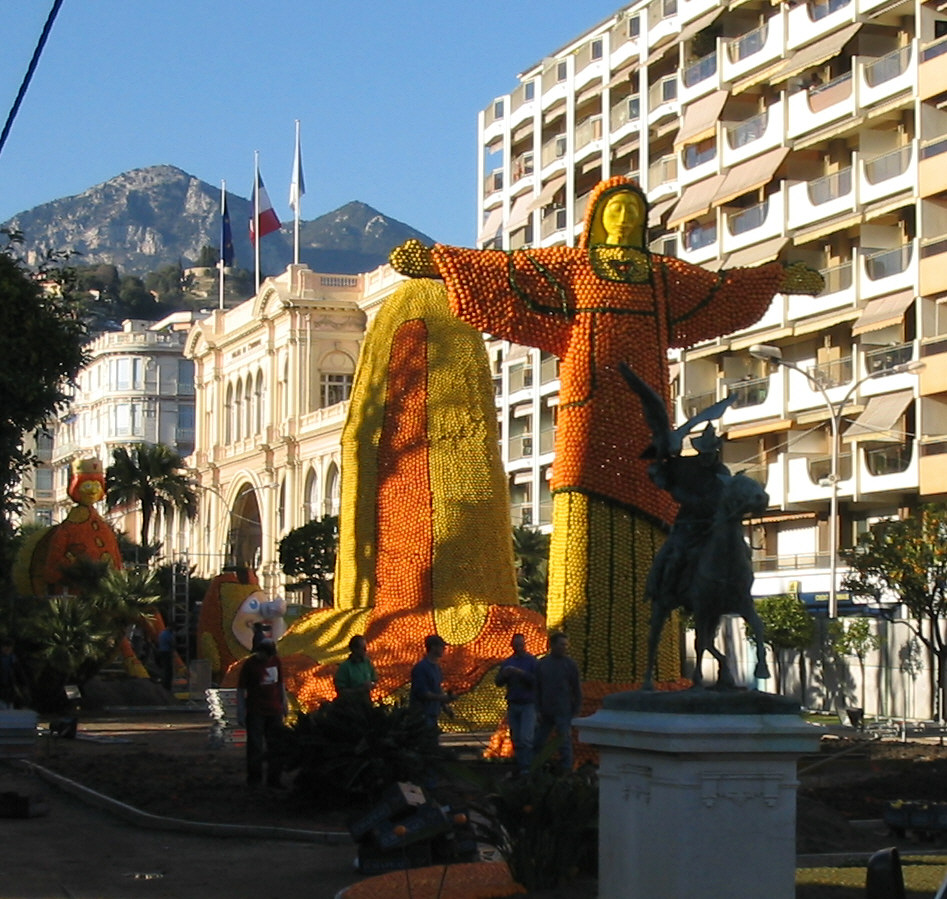
Fête du Citron, décoration des jardins Biovès.

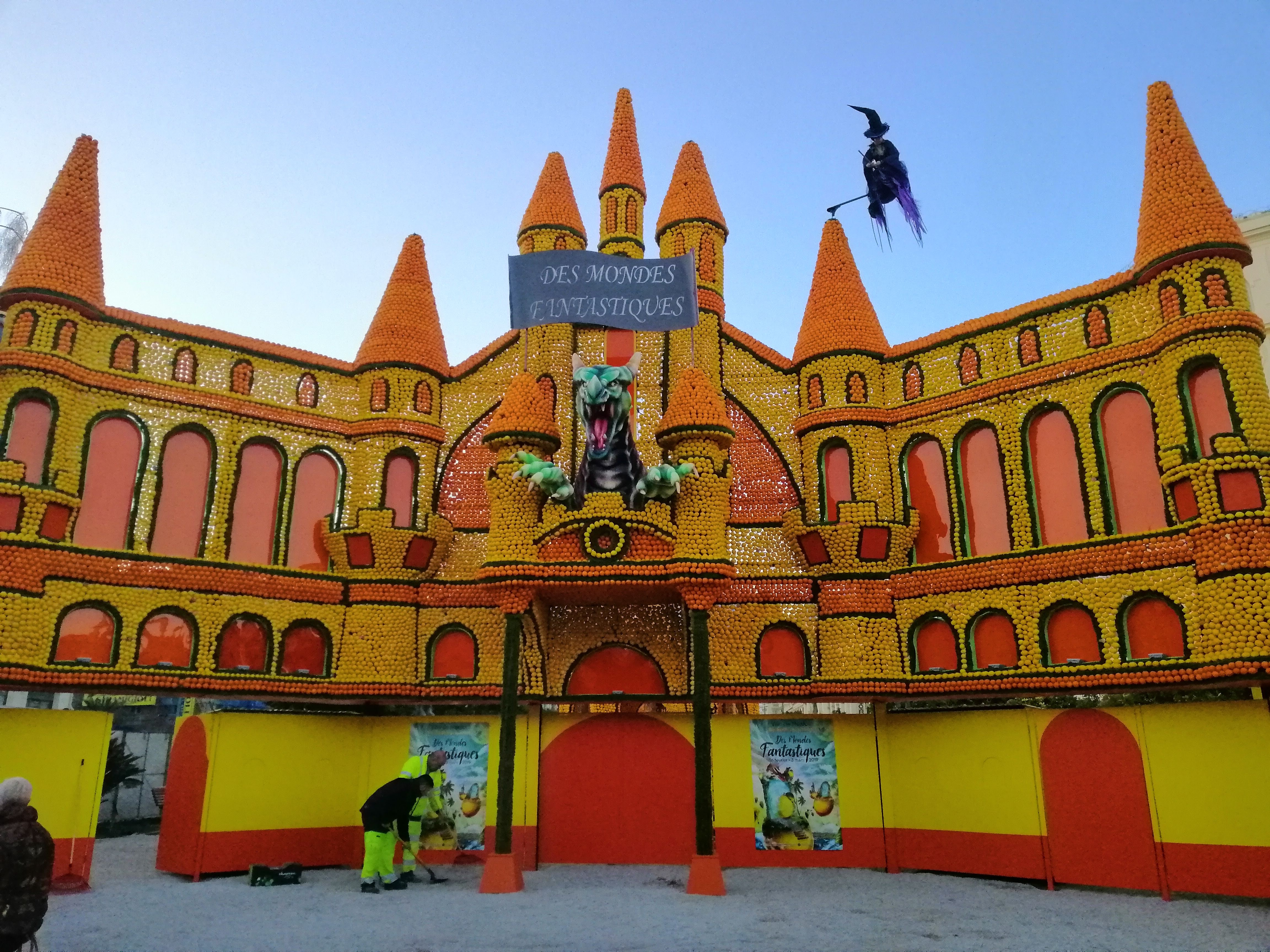
Fête du Citron, entrée des jardins Biovès (2019).

- La fête du Citron (qui se passe durant les trois derniers week-end de février) où des motifs sont réalisés avec des citrons et des oranges.
- Le Festival de musique de Menton, qui se déroule chaque année de fin juillet à mi-août sur le parvis de la basilique Saint-Michel[63].
- Les Colloques de Menton, cycle de conférences en octobre au palais de l'Europe[64].
- Le Championnat du Pur-Sang Arabe de la Méditerranée et des Pays Arabes se déroulant chaque année à la fin du mois de juin au stade Rondelli[65].
- La Saint-Pierre le premier dimanche de juillet, où une barque est brûlée.
- Depuis 2017, le Festival du Film Fantastique à l'automne[66].

### Sports et loisirs
- La ronde des plages, qui se déroule à Menton en général mi-mai (course à pied)
- Kilomètre vertical Mer et Montagne (trail)
- Triathlon de Castellar, dont le départ est donné à Menton-Garavan
- La ville dispose d'équipements sportifs[67] : stades, centre nautique, piscine Alex Jany, gymnases, stades, tennis…
- Chaque année a lieu un tournoi d'échecs devenu extrêmement populaire, l'Open de Menton, créé en 2001.

#### Randonnées pédestres

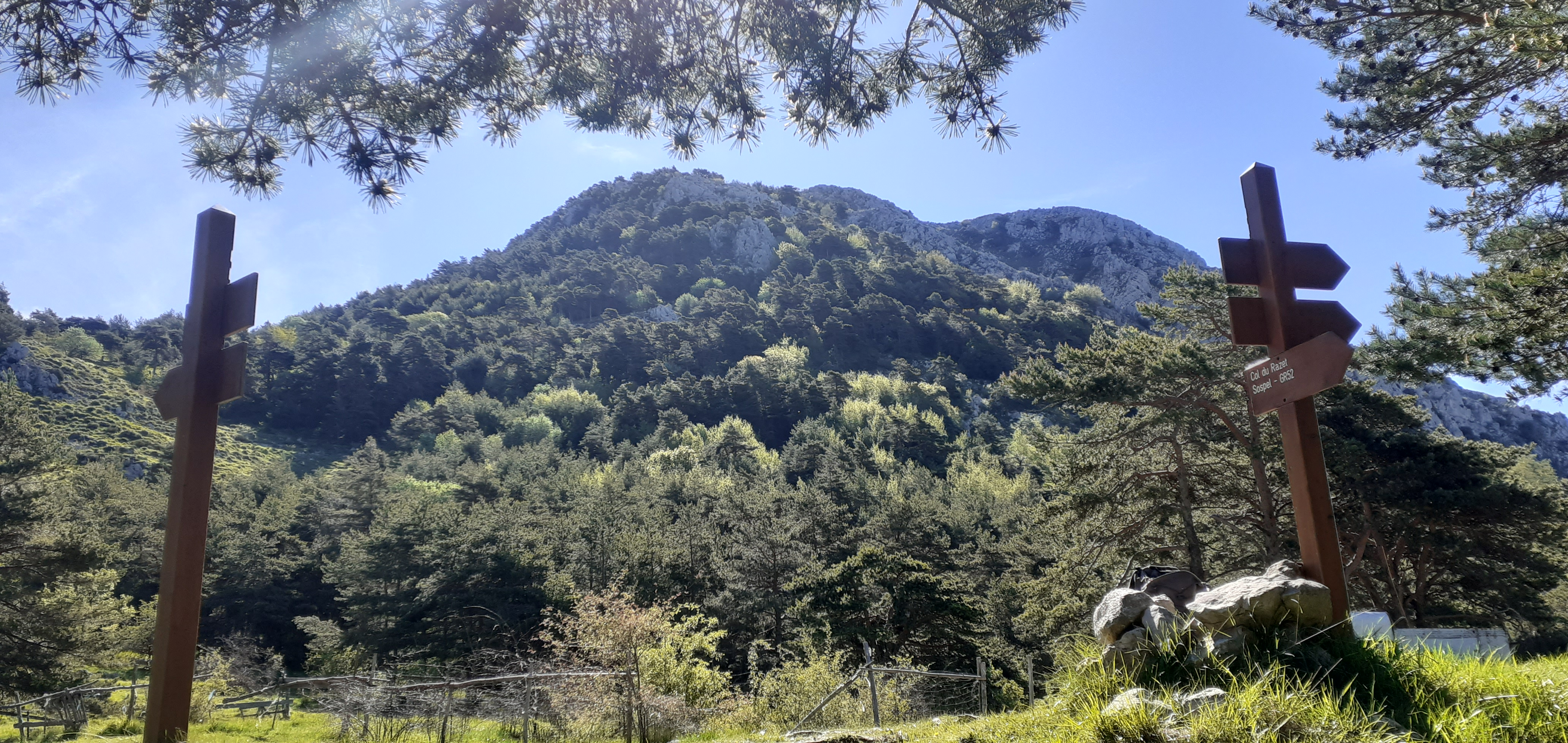
Vue sur le sommet du Grand Mont depuis Colla Bassa sur le GR 52.

- La cime des Cabanelles au départ de Gorbio ;
- La cime de Baudon au départ de Gorbio ou de Sainte-Agnès ou de Peille ;
- Le Mont Ours au départ de Sainte-Agnès ;
- La pointe Siricocca au départ de Sainte-Agnès ou de Monti ;
- La cime du Razet au départ du col de Castillon ;
- Le Grand Mont au départ de Castellar ;
- Le Roc d'Orméa ou la cime de Restaud par le col du Berceau au départ de Castellar ;
- Sospel-Menton par le col du Razet et le col du Berceau (dernière étape du GR 52) ;
- Le mont Gros au départ de Roquebrune-Cap-Martin (commune contiguë à Menton) ;
- Les Balcons de la Méditerranée (partiellement) : Menton, Castellar, Monti, Sainte-Agnès, col de Bausson, Gorbio.

Le quartier de Menton-Garavan est le point de départ/arrivée des sentiers de grande randonnée GR 51 et GR 52.

### Cultes
- Culte catholique, paroisse Notre-Dame des Rencontres, diocèse de Nice[68].
- Églises évangéliques Baptistes de France[69].
- Temple protestant de Menton[70].
- Église anglicane Saint-John de Menton
- Église russe-orthodoxe.
- Culte israélite, Centre "Altyner"[71].
- Culte musulman[72],[73].

## Économie

### Entreprises et commerces

#### Agriculture
- L’agrumiculture[74].

#### Tourisme
- Cité des jardins, cité du citron mais aussi ville d’art et d’histoire, Menton est riche d’un patrimoine architectural, mobilier et naturel exceptionnel[75].
- Nombreux hôtels et restaurants[76].
- Résidences de vacances.

#### Commerces
- Marchés des Halles, du Carei alimentaire, du Borrigo[77]...
- Magasins de proximité[78].

## Culture locale et patrimoine

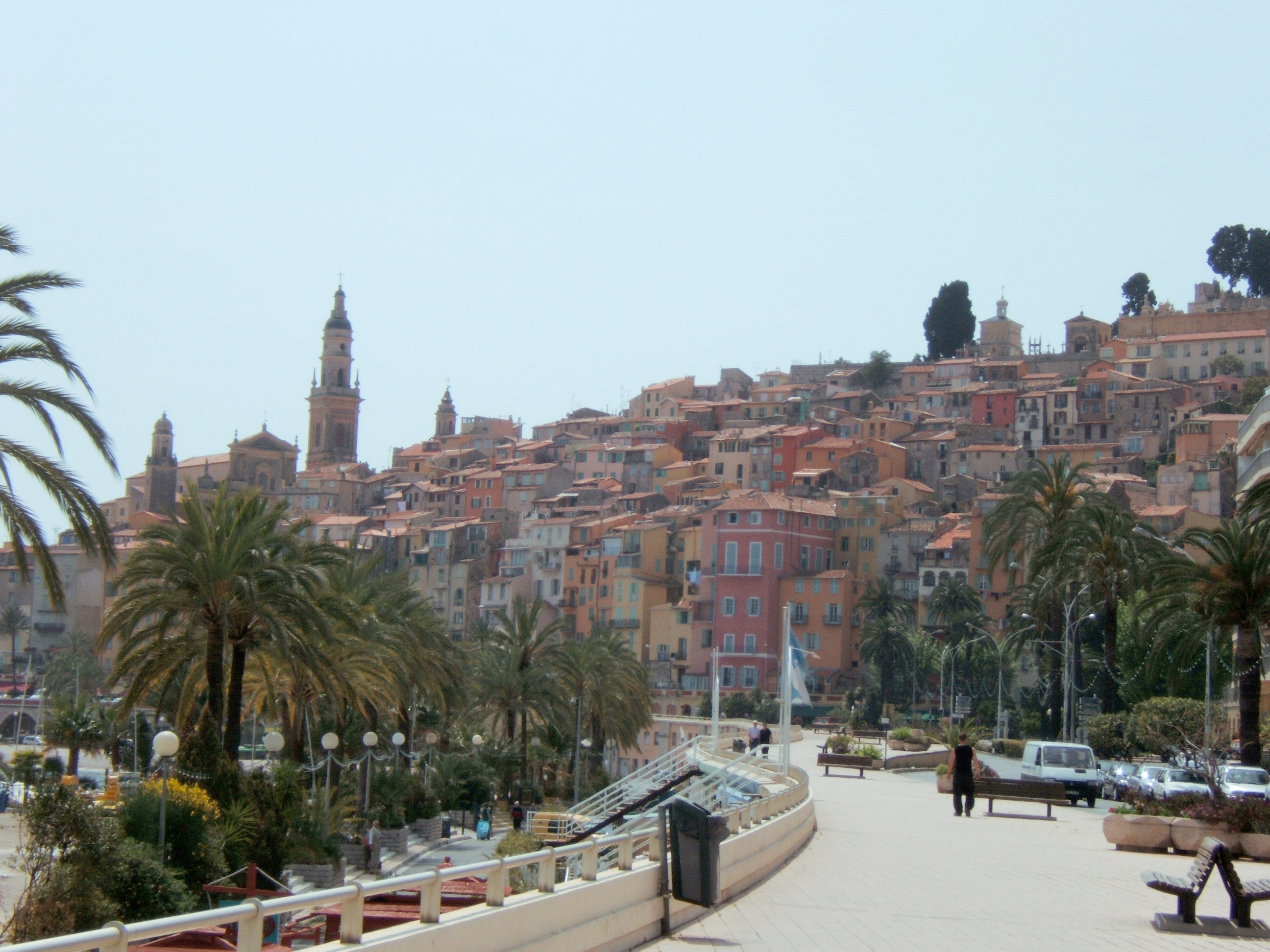
Une partie de la vieille ville de Menton vue de l'avenue « Porte de France ».

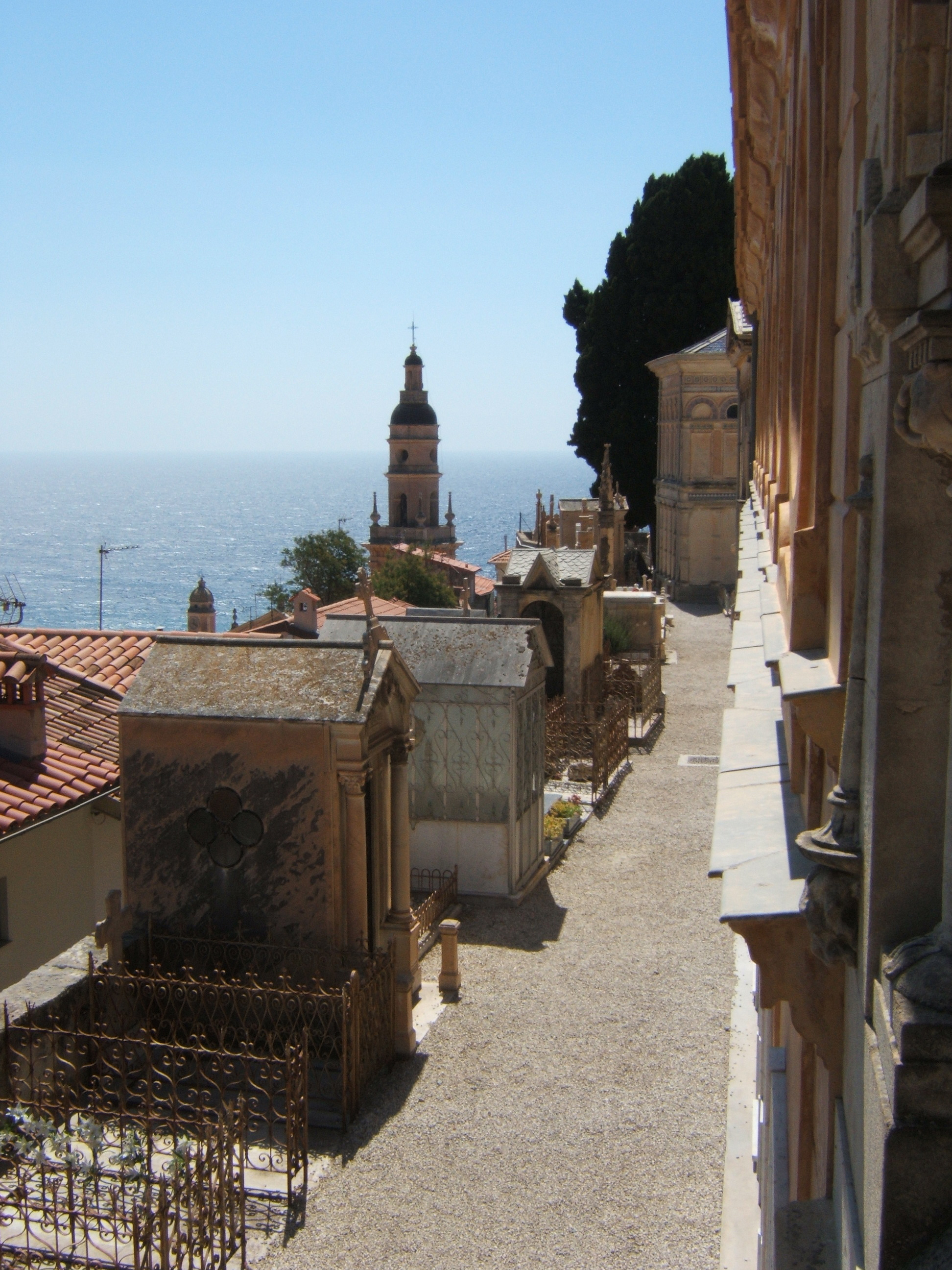
Le clocher de la basilique Saint-Michel vu du cimetière de la Montée du Souvenir.

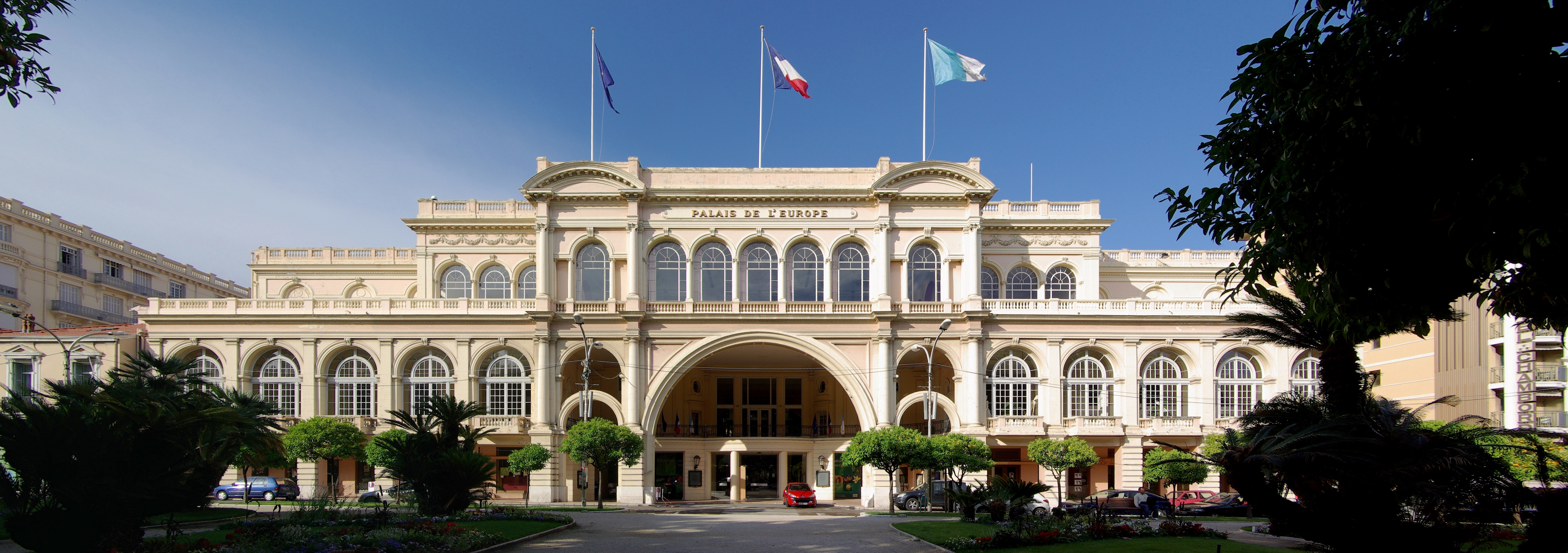
Le palais de l’Europe.

### Lieux et monuments
Menton est classée ville d'art et d'histoire.

#### Monuments civils
- Le Bastion situé sur le port de Menton est construit en mer, par les princes de Monaco, alors comme défense avancée du port en 1636. Aujourd’hui, il accueille l'un des deux musées de Menton consacrés à Jean Cocteau. Un buste le représentant y est installé, acquis par la municipalité, et œuvre du sculpteur Cyril de La Patellière (1989). À rapprocher de celui existant, du même auteur, à Villefranche-sur-Mer. À l'extérieur, on trouve aussi un médaillon de Bronze, œuvre d'Arlette Somazzi, représentant le visage du poète, scellé dans une pierre au pied du musée du Bastion[79].
- Mairie : la salle des mariages a été décorée dans les années 1950 par Jean Cocteau, ce qui la transforma en une gigantesque œuvre d’art. Barbara Hendricks, citoyenne d'honneur de la ville, s'y est mariée.
- Le palais de l’Europe, construit en 1909 par l’architecte Hans-Georg Tersling, est l’ancien casino kursal de la ville. Avec son imposante façade, il est un des principaux édifices du centre-ville.
- Le marché couvert édifié, en 1898, par Adrien Rey est caractéristique avec une polychromie de briques et de céramiques commandées au fabricant mentonnais Saïssi[80].
- Le Riviera est un ancien hôtel de 300 chambres érigé en 1898 par Abel Glena et Alfred Auguste Marsang[81]. Le bâtiment de style éclectique et sa conception monumentale représentent l’architecture type d’un palace de la Belle Époque.
- La villa Tempe à Pailla, conçue par l'architecte irlandaise Eileen Gray et réalisée à partir de 1932. Toujours visible au 187 route de Castellar, elle est classée monument historique depuis 1990
- L'hôtel Prince de Galles construit en 1865 pour la garde du prince de Galles Albert Édouard de Saxe-Cobourg-Gotha afin d'assurer sa protection lors de ses séjours d'hiver à Menton
- Le musée Jean Cocteau collection Séverin Wunderman, inauguré en novembre 2011, est une réalisation de l'architecte Rudy Ricciotti.
- L'hôtel Adhémar de Lantagnac[82].
- L'hôtel Pretti[83].
- L'immeuble Glena, un exemple des maisons construites au début du XXe siècle sur la Riviéra avec sa frise peinte.
- La maison de la rue Loredan-Larchey[84], un exemple des maisons construites au début du XXe siècle sur la Riviéra avec sa frise en sgraffite sous l'avant-toit.
- La maison construite pour Antoine Anfossi et sa femme Thérèse Gibelli[85].

#### Monuments commémoratifs
- Monument aux morts[86],[87] - 1939-1945 - Indochine (1946-1954) - AFN-Algérie (1954-1962),
- Monument aux morts du Souvenir Français cimetière du Trabuquet carré de la Marne[88],
- Monument en bronze "La Victoire" Cimetière du Trabuquet - Carré de Verdun par le sculpteur Émile Guillaume[89].
- Monument commémoratif du rattachement de Menton à la France[90],
- Monument du pont de l'Union, monument à l'armée des Alpes,
- Monument commémoratif à Emile Biovès, avocat, conseiller général par le sculpteur Émile Guillaume[91]
- Monument à Vicente Blasco Ibáñez, romancier,
- Monument commémoratif à la reine Victoria.
- Monument commémoratif à la reine Astrid.
- Grotte de Lourdes[92],[93].

#### Édifices religieux

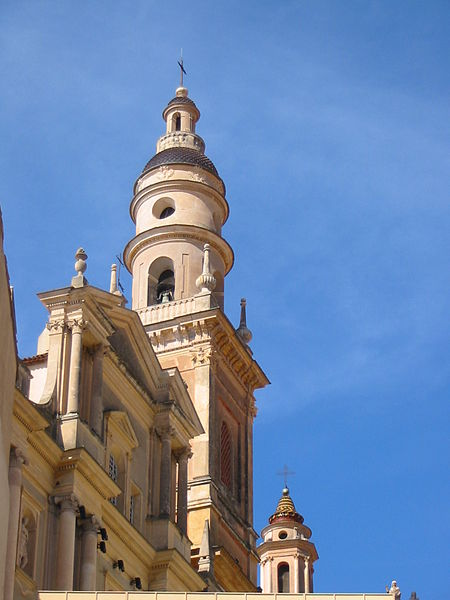
La basilique Saint-Michel-Archange.

- Le site de la basilique Saint-Michel-Archange, place de la Conception, est un joyau de l'art baroque du pays mentonnais. Construite en 1619[94], elle est l'œuvre du génois Lorenzo Lavagna. La façade du parvis ainsi que les 2 clochers ont été repeints en 1975 avec des peintures se rapprochant de celles "d'époque".
Elle dispose d'un orgue de 1666 doté d'un très beau buffet italien[95]
- Monastère de l'Annonciade, corniche André Tardieu XVIe siècle, agrandi XIXe siècle avec chapelle XVIIIe siècle
- Église du Sacré-Cœur, avenue Edouard VII, construite en 1910 de style roman.
- Chapelle de la Miséricorde des Pénitents Noirs[96],[97],[98],[95], promenade du Val de Menton, ancien couvent des capucins XVIIe siècle.
- Chapelle de l'Immaculée-Conception ou chapelle des Pénitents blancs, place de la Conception, construite entre 1680 et 1687, de style baroque.
- Chapelle de la Madone de Carnolès, 5 rue Paul Morillot, reconstruite XIVe siècle XVe siècle
- Chapelle Saint-Christophe, avenue Pigautier, construite en 1874 de style néo-gothique.
- Chapelle Saint-Roch XVe siècle, 23 place Saint-Roch. La première procession dite du vœu de Saint-Roch a eu lieu en 1731 pendant une épidémie de variole[99].
- Chapelle Sainte-Jeanne d'Arc, 114 promenade du Val de Carei.
- Chapelle Notre-Dame de Fatima, avenue des Acacias.
- Chapelle du musée des Beaux-Arts du Palais Carnolès, angle avenue Madone, avenue Florette.
- Chapelle maison de la Vierge, 24 rue des sœurs Munet.

#### Garavan
- Chapelle Saint-Vincent, avenue Laurenti.
- Chapelle Sainte-Anne, avenue Laurenti XVIIe siècle
- Chapelle Saint-Jacques[100], Avenue porte de France construite en 1687 de style baroque.
- Chapelle Saint-Laurent, 2 rue Saint-Laurent construite en 1882

#### Monti
- Église Saint-Honoré, route de Sospel construite en 1822 de style néo-gothique.
- Chapelle Saint-Roman, allée du Stade d'origine médiévale, reconstruite au XVIIe siècle de style classique.

#### Autres cultes
- L'église russe-orthodoxe de Menton, 14 rue Paul Morillot, construite en 1892 par l'architecte danois Hans-Georg Tersling, dans un style russe du XVIIe siècle, nous rappelle que la colonie aristocratique russe était nombreuse au XIXe siècle dans la région. Elle desservait aussi la base marine russe de Villefranche.
- Chapelle Sainte-Alexandrine, au cimetière marin XIXe siècle de style byzantin.
- Église anglicane Saint-John's, angle avenue Carnot, avenue Verdun construite en 1868. Elle rappelle que la colonie aristocratique anglaise était la plus nombreuse au XIXe siècle dans la région et avait lancé la mode de séjourner sur la Côte d’Azur.
- Temple écossais, 8 rue de la République, ancien temple construit vers 1880.
- Temple protestant de Menton (réformé), 26 rue de la République, inauguré en 1868.
- Temple protestant baptiste, rue Albert-1er.
- Synagogue, cours du Centenaire.
- Salle du royaume des Témoins de Jéhovah, 8 Avenue Rivièra.

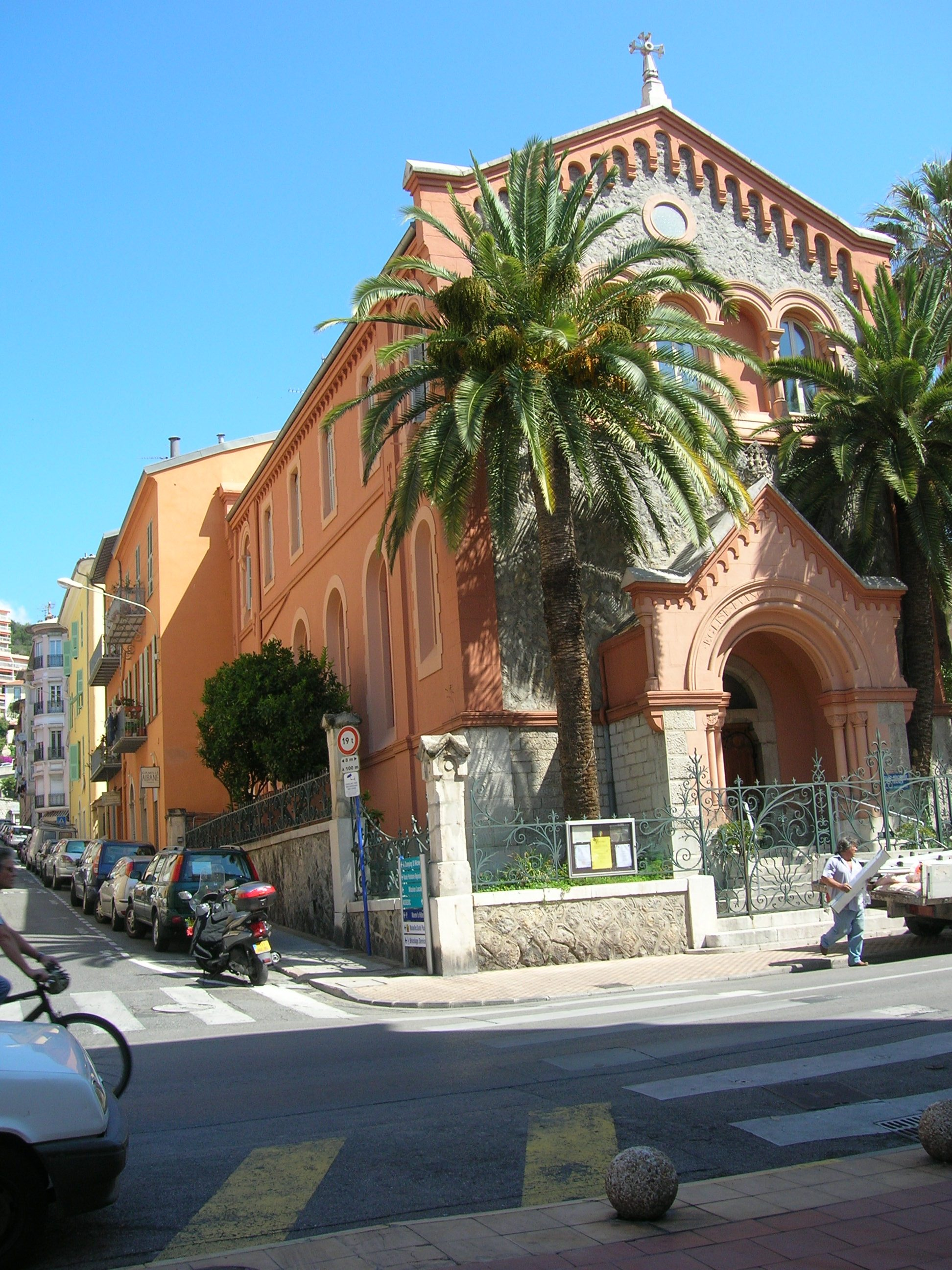
Temple protestant de Menton.
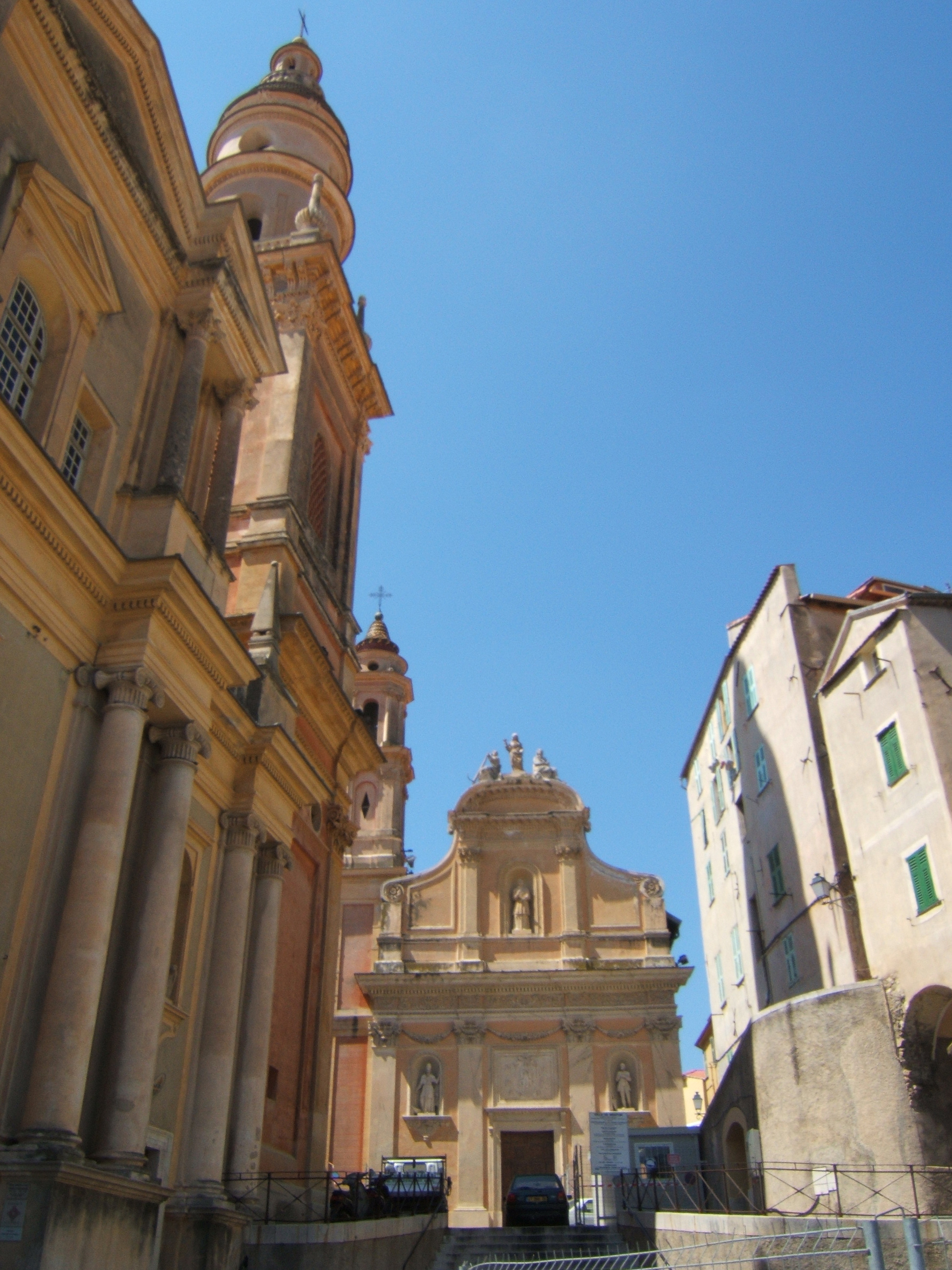
À gauche, la façade baroque de la basilique Saint-Michel-Archange[101].
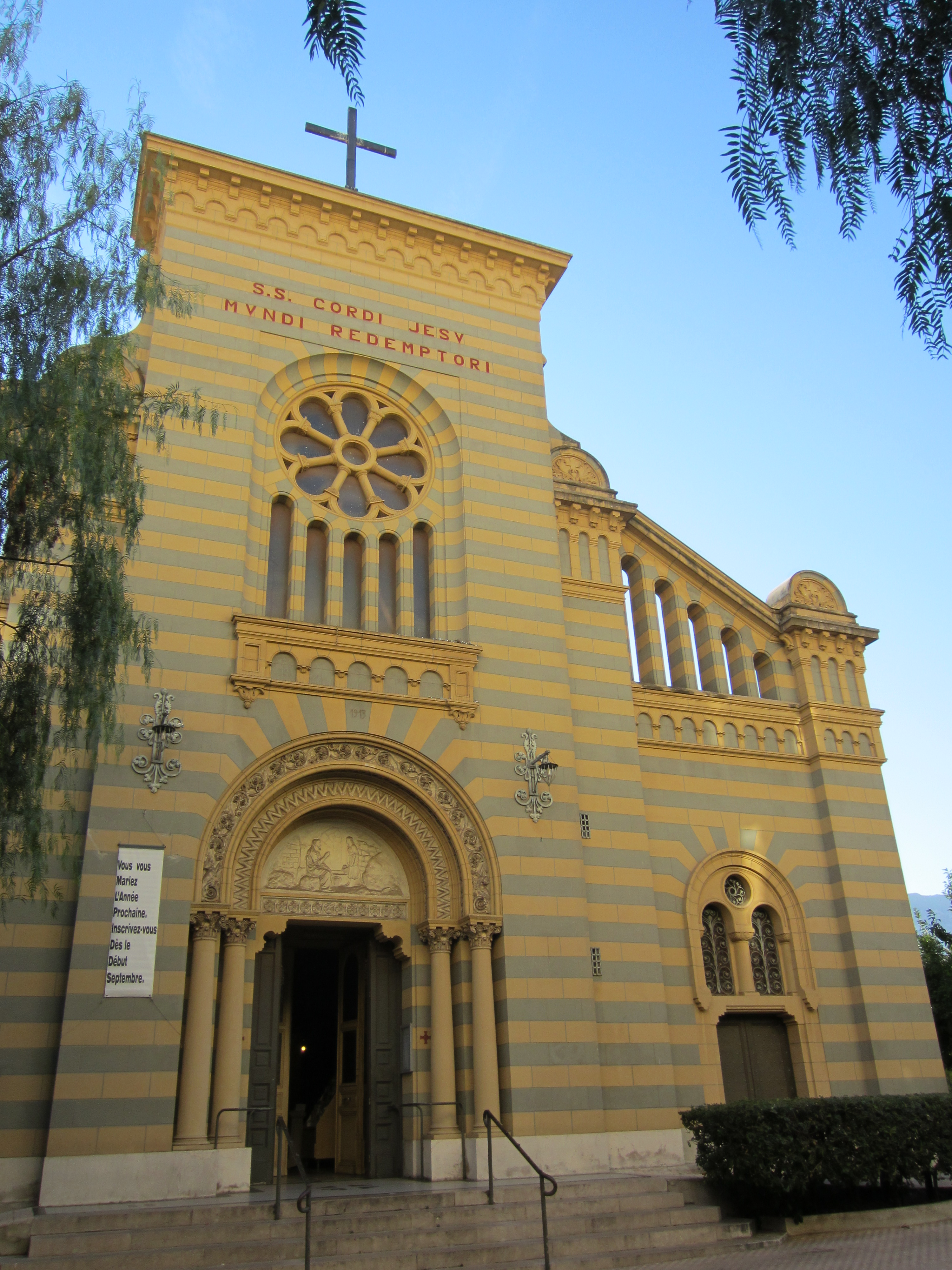
Église du Sacré-Cœur.
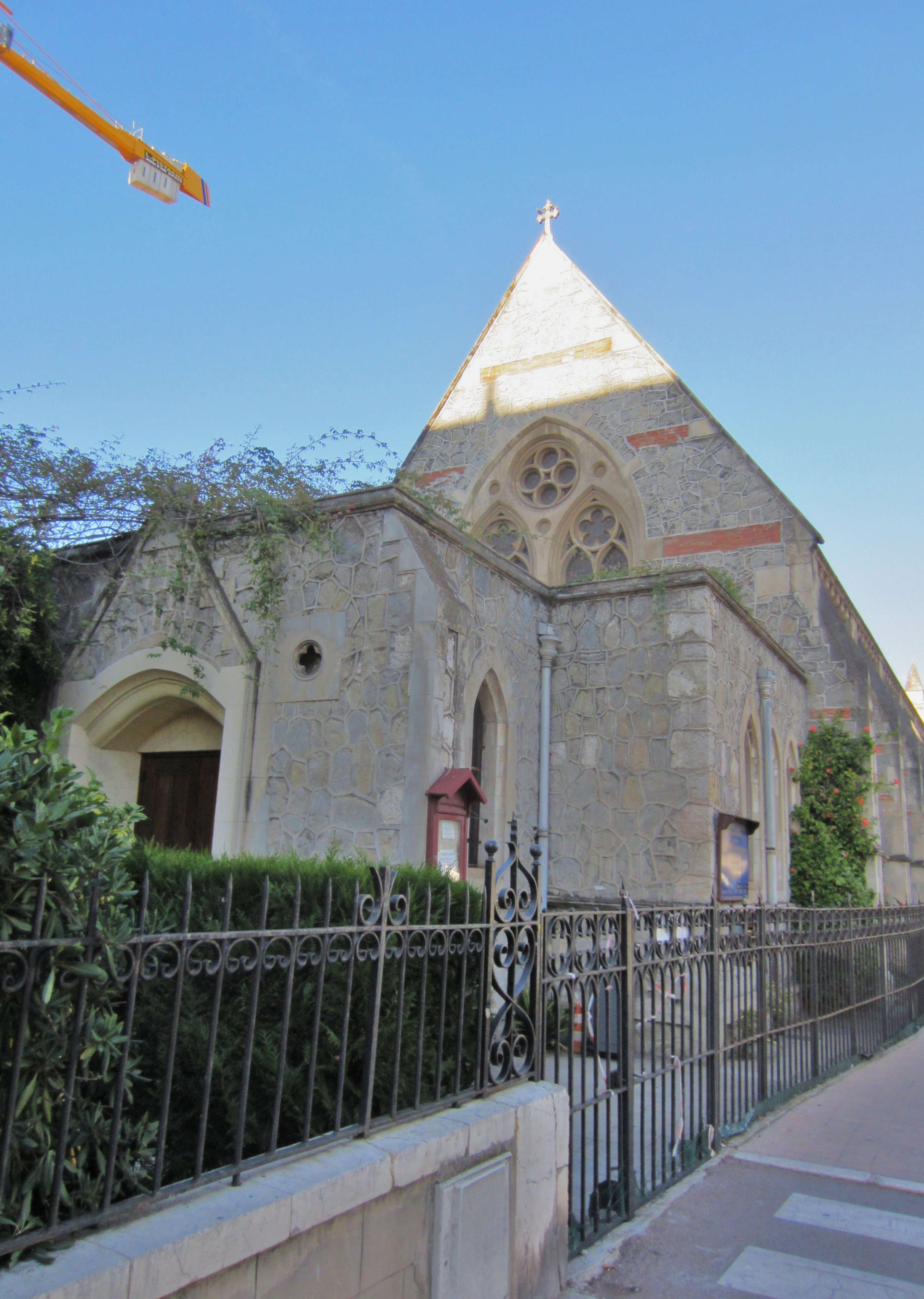
Église anglicane Saint-John's.
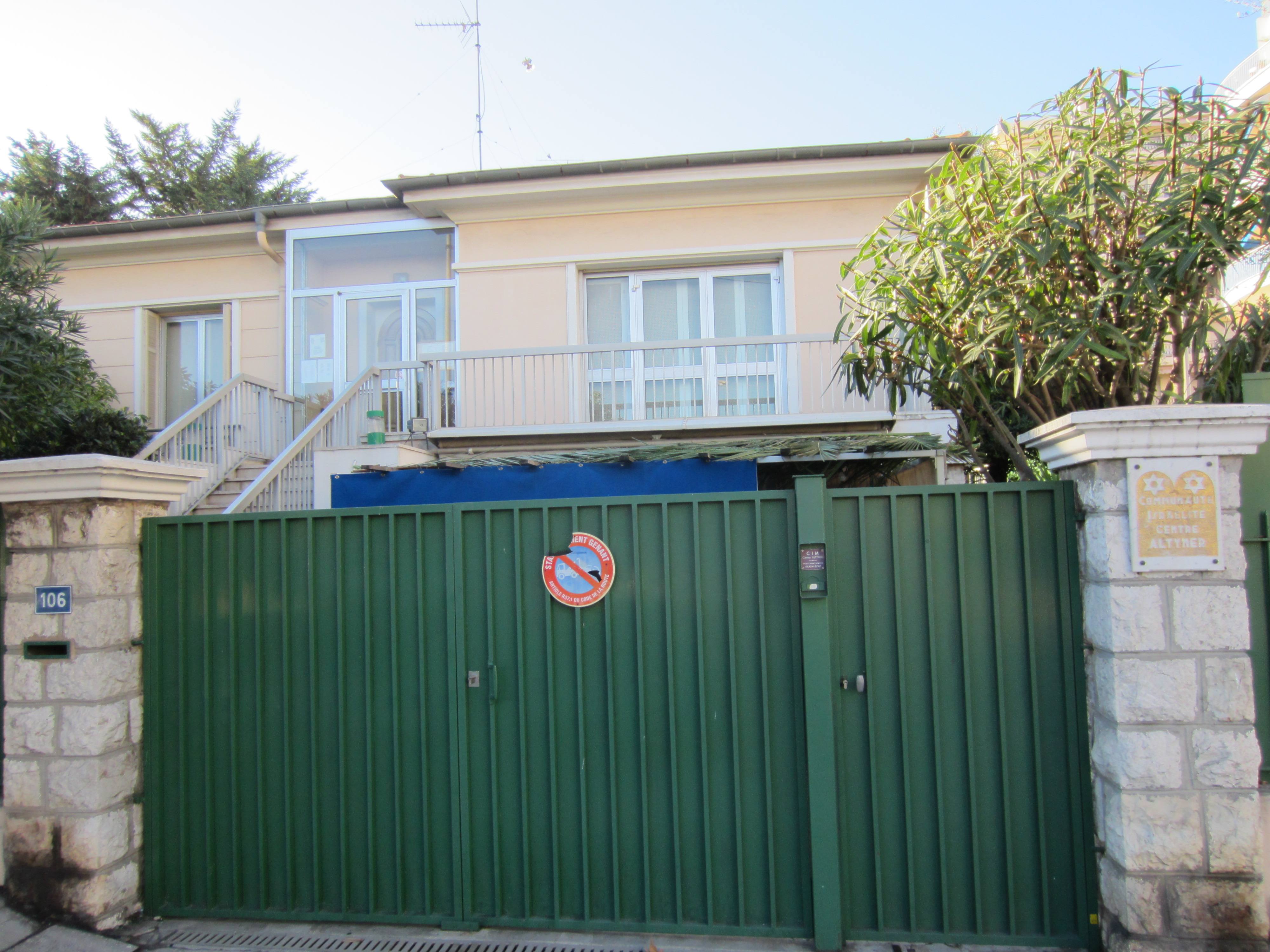
La synagogue.

### Patrimoine culturel

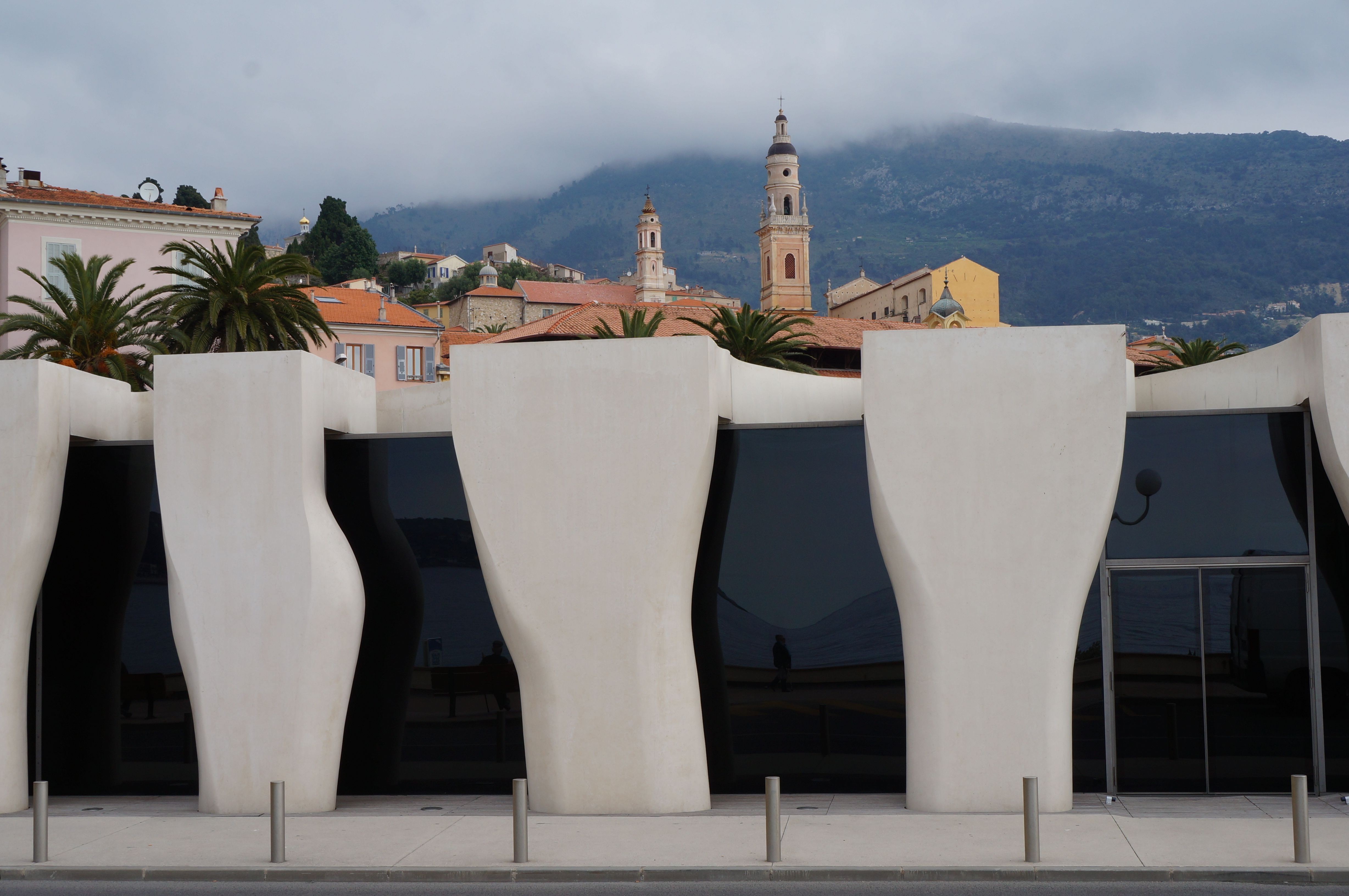
Le musée Jean-Cocteau collection Séverin Wunderman.

#### Musées et galeries d'art
La ville dont la devise placée à l'entrée de l'hôtel de ville est Artium Civitas - Cité des Arts - possède plusieurs musées et galeries :
- Musée Jean-Cocteau - Collection Séverin Wunderman[103]. Actuellement fermé en raison d'une inondation due à une tempête ;
- Musée du Bastion, aménagé à la demande de Jean Cocteau pour recevoir ses œuvres ;
- Salle des mariages de l'hôtel de ville décorée par Jean Cocteau en 1957 ;
- Musée des Beaux-Arts, installé au Palais Carnolès[104] depuis 1961, ancienne résidence d'été des princes de Monaco. Depuis 1994, des statues et sculptures d'art contemporain sont exposées dans les jardins. Actuellement fermé pour travaux ;
- Musée de la préhistoire régionale constitué à partir des résultats de recherches entreprises autour de Menton, en particulier avec un moulage de l'Homme de Menton. Le musée comprend aussi une section arts, traditions populaires et histoire locale, ainsi que la présentation de fouilles archéologiques réalisées dans la rade de Villefranche ;
- Galerie d'art contemporain au palais de l'Europe.

#### Langue régionale

Les langues des Alpes-Maritimes avec la zone du mentonasque
vivaro-alpin (mentonasque)
vivaro-alpin ou gavot intermédiaire
vivaro-alpin (alpin)
provençal maritime
niçard
Brigasque (Royasque)
Tendasque (Brigasque-Royasque)
Figoun (ligure colonial)

Les associations locales considèrent généralement le mentounasc (nom du parler local) comme un parler de l’occitan, appelé vivaro-alpin ou, plus communément, gavot. Décrit pour la première fois de façon scientifique par James Bruyn Andrews à la fin du XIXe siècle, il fait l'objet d'études plus récentes. Werner Forner, bien qu'insistant sur le caractère intermédiaire du mentonnasque, le classifie comme ligurien intémélien alpin. Jean-Philippe Dalbera et Michèle Olivieri soulignent la présence de traits structurels vivaro-alpins.
Il est enseigné comme une variété de l’occitan-langue d’oc, selon les règles en vigueur dans l’Éducation nationale française, c'est-à-dire en respectant ses traits spécifiques et ses usages graphiques locaux.

#### Gastronomie
- Le célèbre citron de Menton, célébré chaque année avec la fête du Citron[110].
- Les barbajuans (également connus comme spécialité monégasque).
- La socca et les farcis (également revendiquées comme spécialités monégasques et niçoises).
- La fougasse mentonnaise.
- La pichade.
- Confitures maison Herbin[111].

### Culture populaire

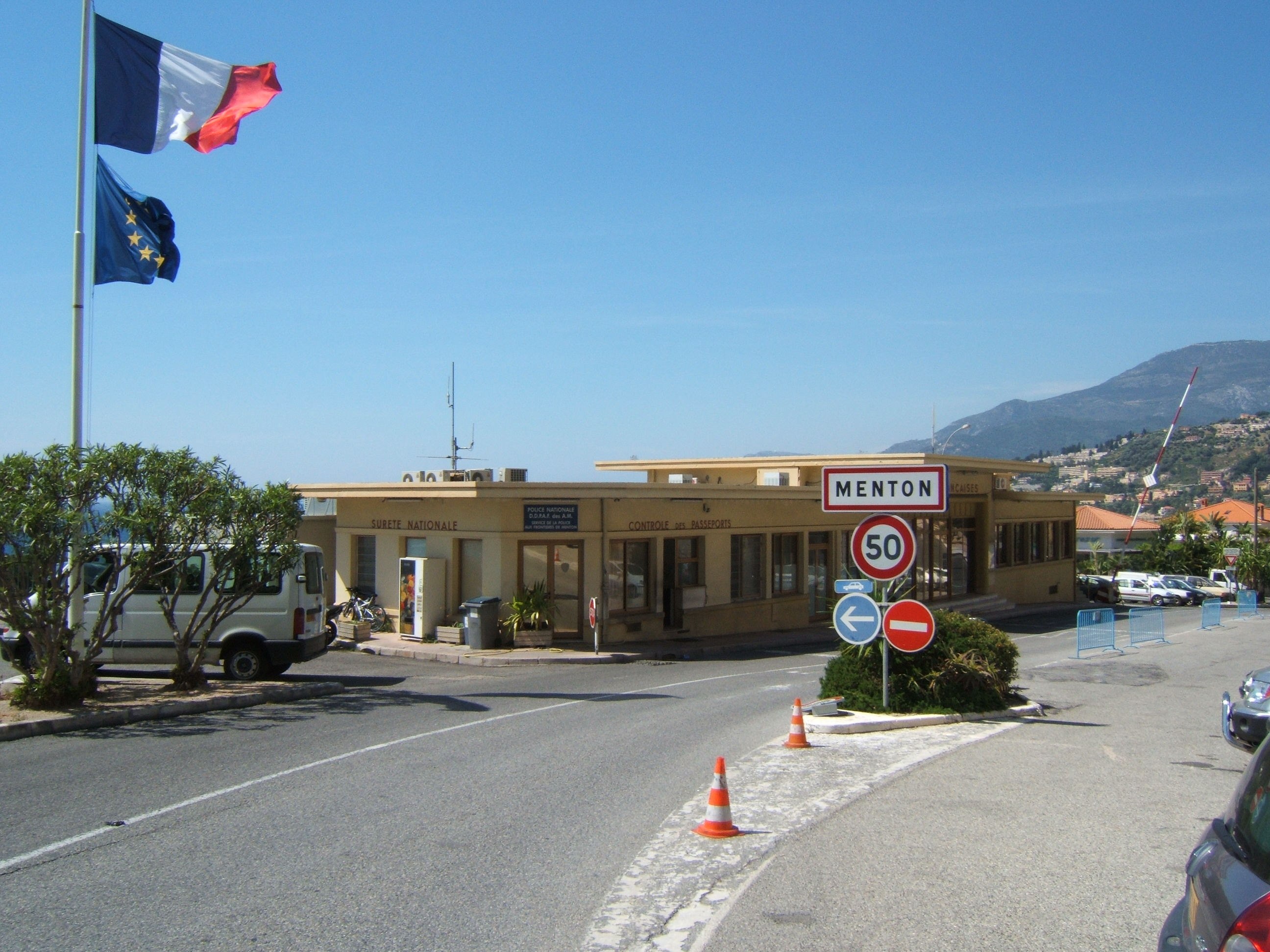
Le poste de douane du Pont Saint-Louis, l'un des sites de tournage du film Le Corniaud de Gérard Oury.

#### Cinéma
- Plusieurs scènes de La Comtesse aux pieds nus (1954) de Joseph L. Mankiewicz ont été tournées à Menton. On reconnait notamment le poste frontière du Pont Saint-Louis. Une vue évoquant la côte d'Azur est en fait un panorama de la ville depuis Garavan.
- Le film Le Corniaud (1965) comporte une longue scène tournée à l'ancienne douane du Pont Saint-Louis (Esplanade Jojo-Arnaldi). C'est celle où les douaniers fouillent les voitures à la recherche de drogue ou d'objets volés. On a une vue rapide sur Menton avant la construction du port de Garavan. Le film Le Chacal (1973) comprend aussi une scène avec le passage de cette douane, de même que Mortelle randonnée (1983) de Claude Miller.
- Dans La Chambre du fils, de Nanni Moretti, le film se termine au niveau du poste-frontière Saint-Ludovic puis sur la plage des Sablettes.
- Lucky Luciano, film tourné en 1974 montre la douane supérieure encore en activité.
- L'Échafaudage, film tourné en 1975 dans la vieille ville.
- Un sac de billes (1975) réalisé par Jacques Doillon.
- Chambre 17, film tourné en 1980 avec Philippe Léotard.
- Les Spécialistes, avec Bernard Giraudeau et Gérard Lanvin, contient des scènes au Palais de l'Europe transformé en Casino.
- Jamais plus jamais, James Bond 1983, contient quelques séquences tournées dans la vieille ville, rue des Logettes, montée du Souvenir et dans le tunnel passant sous le vieux Menton.
- En 2009, Hélène Cattet et Bruno Forzani ont tourné à Menton Amer, hommage postmoderne au giallo qui s'est distingué au niveau international.
- Le transporteur 4, scène de film ou l'ont voit le musée Jean Cocteau ainsi que le Casino Barrière.
- Un sac de billes, la nouvelle version, a aussi été tournée dans quelques endroits de la ville.

#### Télévision
- Le feuilleton télévisé de l'été 2001, Méditerranée.
- Dans l’épisode « Une nouvelle ère » de la série Hero Corp (2008 - 2009), créée par Simon Astier, une séquence se déroule dans le jardin du Bastion et une courte scène dans le restaurant L’embuscade (situé sur la route des Ciappes de Castellar).
- En 2014, l'épisode 10 de la saison 1 de la série Gomorra de Stefano Sollima comporte une courte scène où Salvatore Conte et son chauffeur déjeunent au Sablettes Beach de Menton avec vue sur la vieille ville et on les voit circulant sur l'autoroute A8 avec une vue dominant Menton.
- En 2020, plusieurs scènes de la série française Crimes Parfaits diffusée sur France 3 y sont tournées. On y voit notamment la vieille ville, la Villa Serena, etc.

#### Poésie
- Un poème de Federico García Lorca, Tu infancia en Menton (en français : Ton enfance à Menton), qui appartient au recueil Poeta en Nueva York, fait allusion à Menton parce que son ex-compagnon le sculpteur Emilio Aladrén avait vécu dans la commune[112].

#### Hymne
Un hymne en l'honneur de la ville, Ou ver de Mentan, a été composé en 1980 par Marcel Firpo et François Borfiga. Les paroles sont chantées en mentonasque. Il est chanté traditionnellement lors de la fête de la Saint-Pierre, le 29 juin[réf. souhaitée].

### Héraldique
| Blason de Menton | Blason  | Parti : au 1er d'azur à saint Michel archange le bras dextre levé tenant un glaive, la pointe en bas, la senestre tenant une balance, terrassant le démon armé de sa fourche, le tout d'or, au 2e d'argent au citronnier au naturel fruité d'or posé entre deux monts de sinople, le tout soutenu d'une mer d'azur mouvant de la pointe et au comble du même chargé de trois étoiles d'argent et au franc-canton senestre de gueules chargé de la lettre capitale F d'or. |
| Blason de Menton | Détails | Le statut officiel du blason reste à déterminer. |

## Personnalités liées à la commune

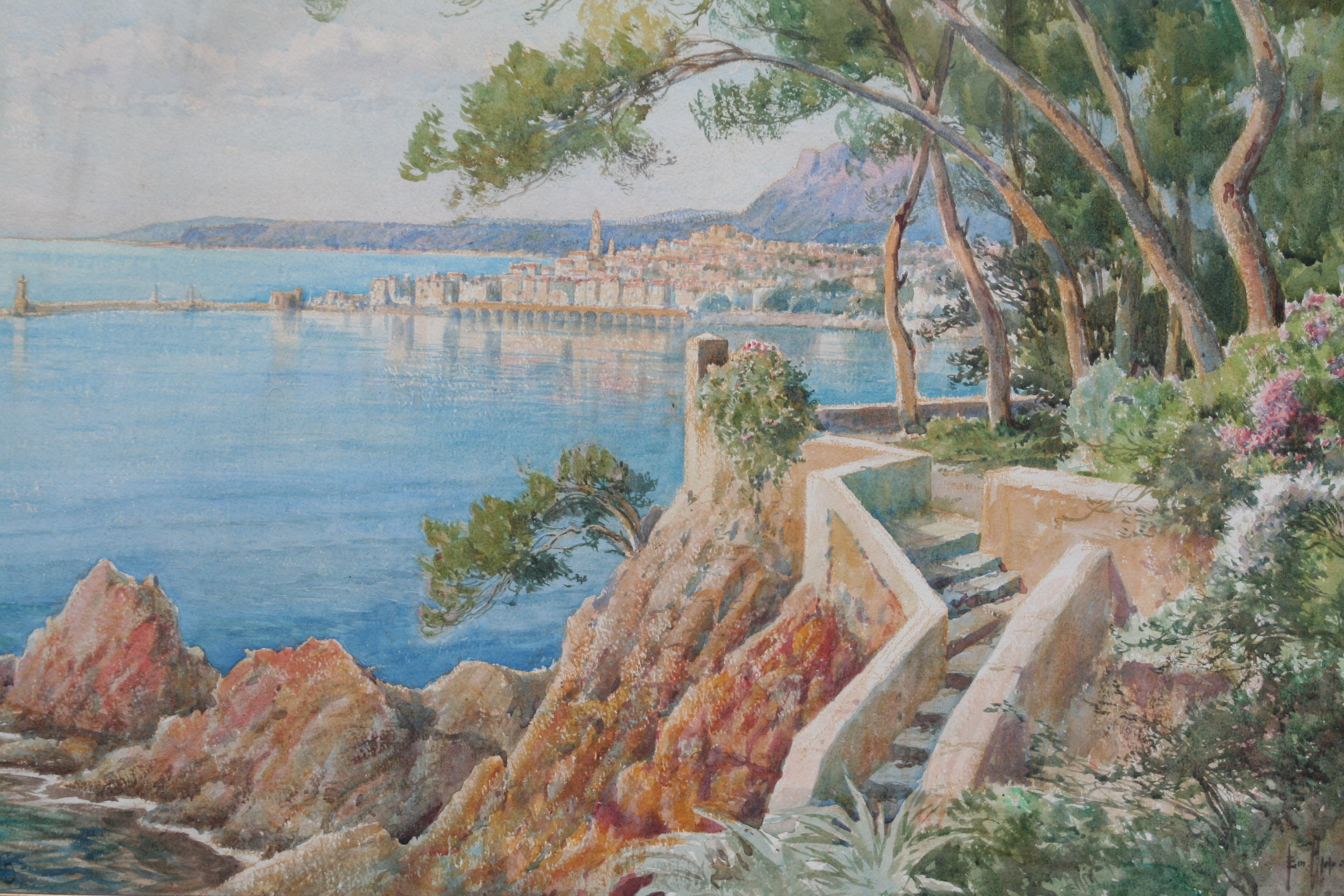
Emile Appay : Vue de Menton

Différents personnages publics sont nés, décédés ou ont vécu à Menton :
- Ruffin Castus Massa (1742-1829), né à Menton, député au Conseil des Cinq-Cents et au Corps législatif.
- Ulysse Trélat (1795-1879), médecin et politicien français de la République et de l'Empire, y est décédé ;
- Carlo Giuseppe Gismondi, (1762-1824), minéralogiste italien, y est né ;
- Louis de Partouneaux (1770-1835), général des armées de la République et de l'Empire, y est décédé ;
- Charles Trenca (1801-1853), né à Menton, chef du gouvernement des Villes Libres de Menton et Roquebrune en 1848 ;
- Brita Sofía Hesselius (1801-1866), photographe, décédée à Menton ;
- William Webb Ellis (1806-1872), l'inventeur du rugby moderne, y a terminé sa vie et est enterré dans le vieux cimetière de la ville ;
- Louis de Loménie (1815-1878), homme de lettres et essayiste français ;
- James Henry Bennett (1816-1891), médecin anglais souffrant de maladie pulmonaire. Ayant constaté que le climat de Menton améliorait grandement sa santé, il publia des livres et des articles en faveur du climat local et s'impliqua dans les améliorations de la ville. Il est considéré comme l'« inventeur de la station climatique de Menton » ;
- Charles Spurgeon (1834-1892), pasteur et prédicateur protestant baptiste, y est décédé ;
- Valerien Ostroga (1840-1889), anarchiste polonais, y exerce la profession de photographe de 1871 à 1889 ;
- Clara Voortman (1852-1926), artiste belge, y a passé les dernières années de sa vie ;
- Robert de Montesquiou (1855-1921), homme de lettres et critique d'art, modèle du baron de Charlus dans A la recherche du temps perdu, est mort à Menton ;
- Adrienne Avril de Sainte-Croix (1855-1939), philanthrope suisse, y est décédée. Une rue de Paris lui rend hommage ;
- Jules Villette (1856-1920), historien, y mourut ;
- Hans-Georg Tersling (1857-1920), né au Danemark, mort à Menton. Il est enterré au vieux cimetière de Menton. Architecte spécialisé dans les édifices de la villégiature, il dessina et édifia de nombreux hôtels, casinos et villas entre Nice et Menton, dont l'hôtel Bristol de Beaulieu-sur-Mer, l'Impérial de Menton, le Casino Kursaal de Menton (actuel palais de l'Europe), ou encore le palais Carnolès ;
- Ferdinand Bac (1859-1952), dessinateur, lithographe et écrivain français, entreprend d'aménager les jardins du domaine des Colombières[114]. Il transforme cette ancienne bâtisse en somptueuse résidence méditerranéenne au milieu d'un jardin où chaque parterre est inspiré d'un pays de la Méditerranée[115] ;
- Pilar Cuevas y Bringas épouse du marquis de Alta Villa et longtemps dame d'honneur de la reine Isabelle II y a séjourné longuement ;
- Blasco Ibáñez (1867-1928), écrivain espagnol, y séjourna longtemps dans sa propriété de Fontana Rosa[116],[117] ;
- Émile Appay (1876-1935), peintre paysagiste français, a réalisé des tableaux avec des vues de Menton lors de ses séjours dans la ville ;
- Louis Moufflet, né à Menton, capitaine ayant créé les sections d'équipages de chiens d'Alaska sur le front des Vosges en 1915 ;
- Eileen Gray (1878-1976), architecte et designer irlandaise, y a notamment réalisé la villa Tempe à Pailla[118] ;
- Grégoire Nicolas Finez (1884-1975), artiste-peintre né à Saint-Saulve (59) et décédé à Menton. Il obtint la grande médaille d'or au Salon des artistes français en 1948 ;
- Katherine Mansfield (1888-1923), nouvelliste moderniste néo-zélandaise. La ville a nommé son avenue Katherine Mansfield en son honneur[119]. Sa villa Isola Bella peut être visitée et des autrices et auteurs néo-zélandais y sont accueillis en résidence de création en partenariat avec la Katherine Mansfield Menton Fellowship[120] ;
- Jean Cocteau (1889-1963) a longtemps fréquenté Menton, il y a d'ailleurs laissé son mémorial et décoré la salle des mariages de l'Hôtel de ville. Un restaurant de la rue piétonne porte le nom d'un de ses romans : Les Enfants terribles ;
- Irène Lagut (1893-1994), peintre très liée au précédent ;
- André Boyer-Mas (1904-1972), né à Carcassonne, il a été conseiller du Pape Pie XII, il a fait ses classes au 25e BCA de Menton ;
- Lesley Blanch (1904-2007), écrivaine, éditrice, historienne, aventurière, épouse de Romain Gary y termina sa vie ;
- Flore Wend (1909-1989), chanteuse suisse, y mourut ;
- Robert Bineau (1914-2011), compagnon de la Libération, qui a vécu et est mort à Menton ;
- Louis Caperan-Moreno (1948-) est un historien mentonnais. Il a publié une Histoire de la population mentonnaise (1981), et une Histoire de Menton (SAHM 1986). Il écrit également en mentonnais (A Madarena, publié dans l'Armana prouvençau 1999), et il est auteur d'un manuel de cette langue : Ou Mentounasc a scora : parlema mentounasc : manuel de langue mentonnaise (Société d'art et d'histoire du Mentonnais : Scora felibrenca mentounasca, 1987) ;
- Joseph Joffo (1931-2018) y a vécu caché avec ses frères durant l'Occupation avant de se rendre à Nice rejoindre ses parents ;
- Martine Baujoud (1949-1990), chanteuse populaire des années fin 1960-1970 avec les succès « Dalila »-« He Hman (de Jacques Brel) »-« La cour des miracles » ;
- Richard Anconina (1953-), avant d'effectuer la carrière cinématographique qu'on lui connaît, a été pendant une année animateur d'un centre de vacances pour personnes âgées à Menton ;
- Olivier Echouafni, milieu de terrain de football de 1re division française, est né à Menton le 13 septembre 1972. Formé à l'AS Monaco qu'il quitte pour rejoindre les rangs amateurs de l'AS Roquebrune-Cap-Martin, il est ensuite recruté par l'Olympique de Marseille, puis évolue au RC Strasbourg, au Stade rennais et à l'OGC Nice ;
- Jérôme Alonzo (1972-), gardien de but de football de 1re division française, est né à Menton le 20 novembre 1972. Formé à l'OGC Nice, il a successivement gardé les buts de l'Olympique de Marseille, de l'AS Saint-Étienne, du PSG puis du FC Nantes ;
- Ludovic Stefano (1976-), footballeur français, est né le 6 août 1976 à Menton ;
- Cédric Varrault (1980-), arrière latéral et capitaine de l'OGC Nice, a fait ses débuts en juniors au Rapid de Menton. Après avoir joué à l'AS Saint-Etienne, il évolue au Panionios depuis 2010.
- Robert Louis Stevenson (1850-1894), écrivain, visita la ville en 1863 avec ses parents, puis de novembre 1873 à avril 1874, sur les conseils du Dr Bennett, pour soigner un début de tuberculose[121].
- Michel Evdokimov (1930-2025), écrivain, théologien et prêtre orthodoxe, est né le 19 septembre 1930 à Menton.